# Philadelphia Museum of Art
Philadelphia Museum of Art (Filadelfijskie Muzeum Sztuki) – muzeum sztuk pięknych położone w Filadelfii przy alei Benjamin Franklin Parkway 2600, przy jej zachodnim końcu. Jedna z największych galerii sztuki na świecie, posiadająca w swych zbiorach ponad 225000 dzieł obejmujących największe osiągnięcia ludzkiej twórczości, oferująca bogactwo wystaw i programów edukacyjnych dla publiczności we wszystkich przedziałach wiekowych.

## Historia

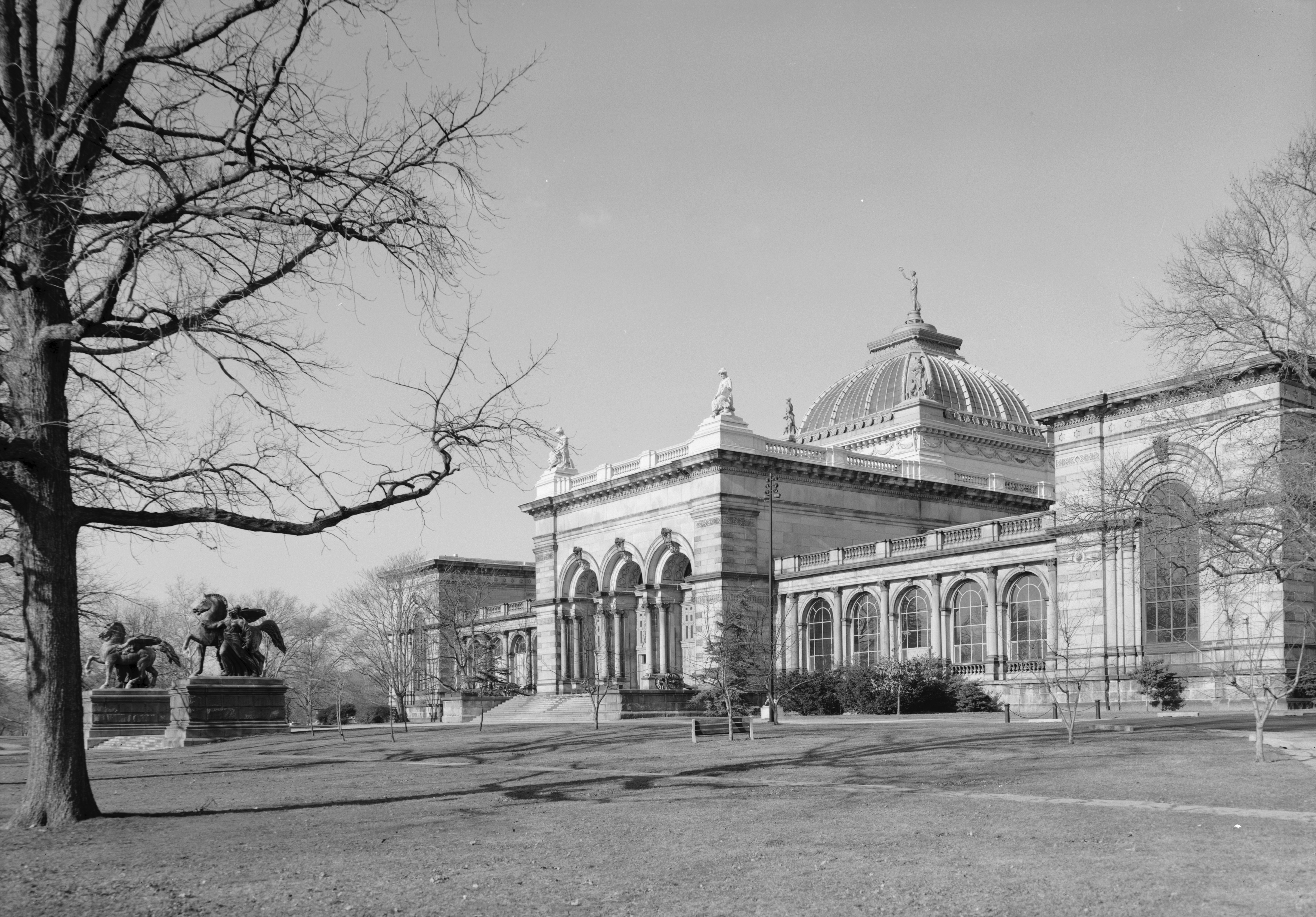
Budynek Memorial Hall, była siedziba muzeum

W marcu 1873 ustawą stanu Pensylwania zainicjowano plan budowy Memorial Hall, budynku zaprojektowanego przez Hermanna J. Schwarzmanna i przeznaczonego dla potrzeb wystawy światowej Centennial Exhibition. 6 lipca 1874 w filadelfijskim Fairmount Park rozpoczęto budowę gmachu, który ukończono na otwarcie wystawy 10 maja 1876. Po zakończeniu wystawy powstał plan urządzenia w Memorial Hall muzeum sztuki (Museum of Art) z położeniem nacisku na sztukę i wzornictwo przemysłowe. Pomysłodawcy projektu wyobrażali sobie przyszłe muzeum jako zbliżone profilem do ukończonego w tym samym czasie South Kensington Museum w Londynie (obecnie Muzeum Wiktorii i Alberta), z tą różnicą, iż placówka w Filadelfii miała mieć dodatkowo szkołę kształcącą kadry rzemieślnicze dla potrzeb rozwijającego się amerykańskiego przemysłu.
10 maja 1877 otwarto ponownie Memorial Hall jako muzeum stałe, natomiast 17 grudnia tego samego roku przy North Broad Street 312 otwarto planowaną szkołę Pennsylvania Museum School of Industrial Art, w której naukę rozpoczęło 100 słuchaczy. Szkoła w związku z rozwojem zmieniała kilkakrotnie lokalizacje, by 10 września 1893 znaleźć się w zaprojektowanym przez Johna Havilanda budynku w rejonie ulic Broad Street i Pine Street. Studenci mieli wykłady z rysunku, malarstwa, modelowania tekstylnego, snycerstwa, metaloplastyki i in.
W 1919 rozpoczęto budowę obecnej siedziby muzeum jako trójskrzydłowego założenia w stylu neoklasycznym. Budowę zakończono w 1928, a od 1929 przeniesiono do niego zbiory muzealne z dotychczasowego Memorial Hall. Ważną rolę w rozwoju muzeum odegrał kolekcjoner i koneser sztuki Henry Plumer McIlhenny (1910–1986), kurator muzeum w latach 1935–1963, jego wiceprzewodniczący w latach 1968–1976 i prezes zarządu w latach 1976–1986.

## Architektura

### Budynek główny
Architektura budynku nawiązuje do antycznej greckiej świątyni, o cięższych, rzymskich proporcjach i stanowi szczytowe osiągnięcie tzw. „city beautiful”, ruchu w architekturze amerykańskiej lat 20. XX w. Budynek został zbudowany z dolomitu pochodzącego ze stanu Minnesota. Jego dach został pokryty błękitną, glazurowaną dachówką, a fasada ozdobiona polichromowanymi kwiatonami i zwieńczona frontonem. Budynek muzeum zajmuje 4,046 ha powierzchni. W jego wnętrzu mieści się ponad 200 galerii.

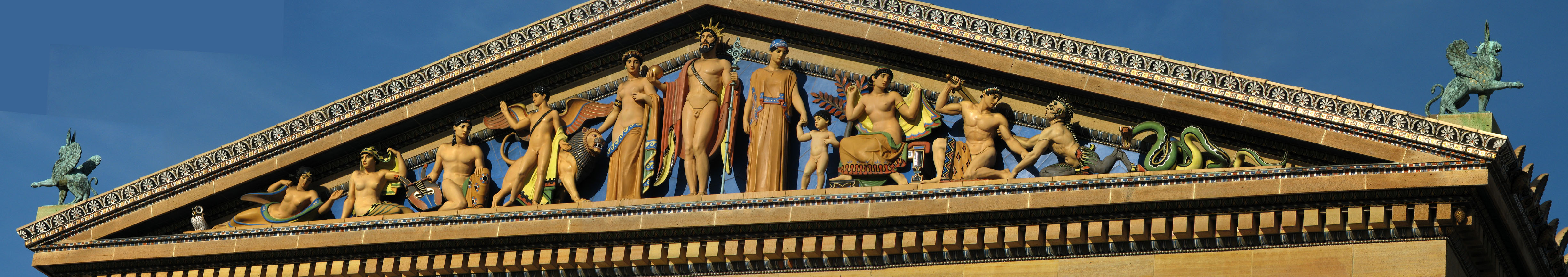
Monumentalny tympanon wieńczący fronton jednego z 3 skrzydeł muzeum, wypełniony postaciami z mitologii greckiej.

Na uwagę zasługuje tympanon wieńczący fasadę skrzydła północnego, wypełniony polichromowanymi rzeźbami z terakoty. Szeroki na 21 m i ma wysoki na 3,6 m tympanon został zaprojektowany i wykonany w 1933 przez amerykańskiego rzeźbiarza niemieckiego pochodzenia Carla Paula Jenneweina. Artystycznie nawiązuje on do rzeźby greckiej i jest pierwszym od ponad 2000 lat przykładem adaptacji polichromii w ten sposób, z tą różnicą, że o ile w starożytnej architekturze greckiej ornament i rzeźby z terakoty i kamienia malowano nietrwałym pigmentem, rzeźby z tympanonu muzeum zostały pokryte glazurą. Figury wypełniające tympanon zostały zaczerpnięte z mitologii greckiej, a motywem artystycznym całości jest miłość. Akroterion tympanonu stanowią gryfy – tradycyjni w mitologii greckiej strażnicy skarbów. Od lat 70. stały się one symbolami muzeum.
Jennewein zaprojektował również brązowe drzwi do wind w muzeum, natomiast oktagonalny brązowy basen do fontanny na tarasie wschodnim zaprojektował i wykonał w 1958 miejscowy rzeźbiarz Henry Mitchell.

### Budynek Perelmana

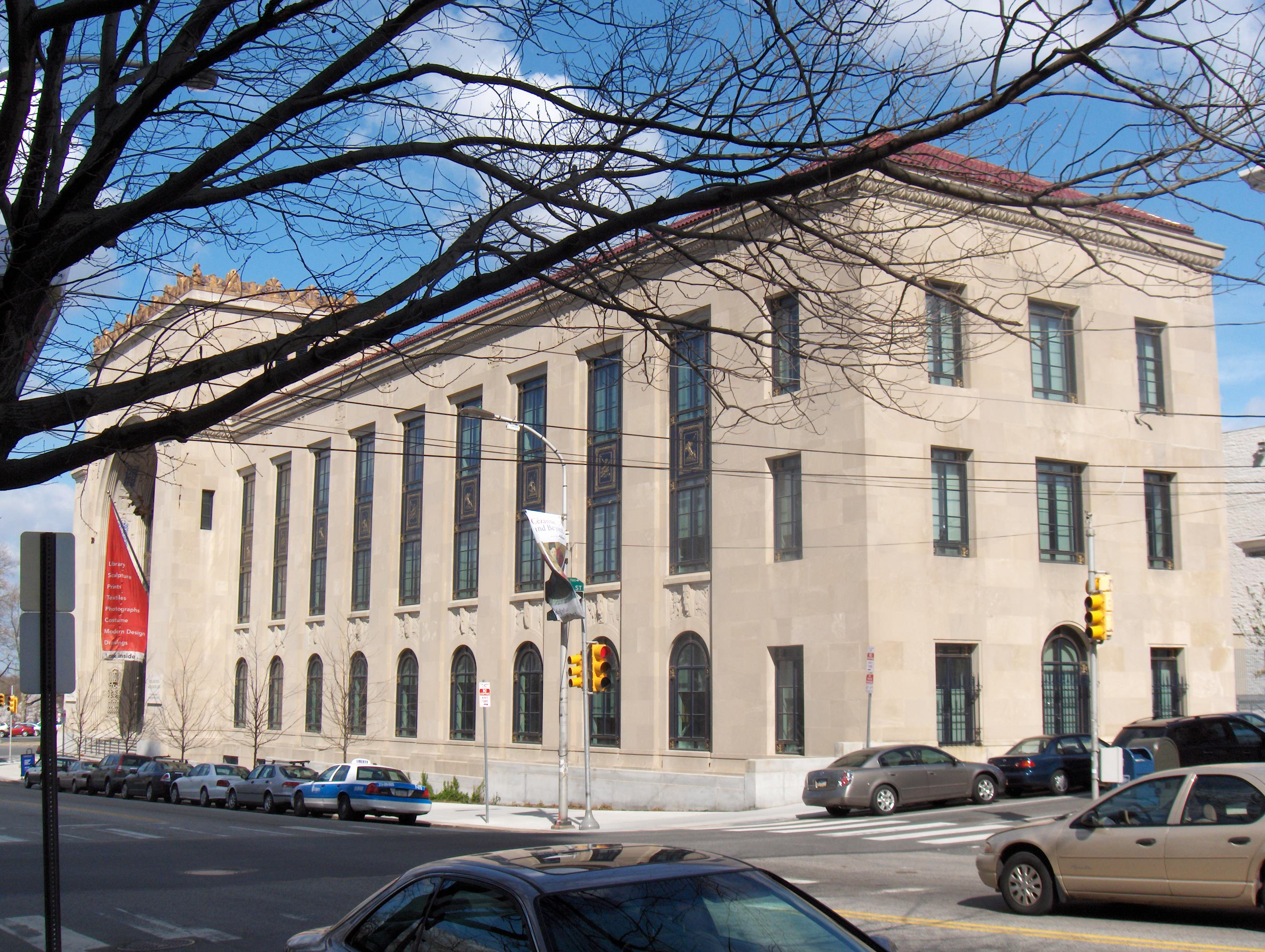
Budynek Perelmana

Budynek Perelmana, charakterystyczny punkt miasta, został zbudowany w stylu Art déco na rogu Fairmount i Pennsylvania avenue według projektu firmy architektonicznej Zantzinger, Borie & Medary i otwarty w 1927 jako siedziba firmy ubezpieczeniowej Fidelity Mutual Life Insurance Company. Należał do niej do 1972. W 1982 budynek nabyła firma ubezpieczeniowa Reliance Standard Life Insurance Company, która opuściła go w 1999. W 2000 budynek zakupiło Philadelphia Museum of Art i wynajęło biuro architektoniczne Gluckman Mayner Architects w celu jego renowacji i adaptacji do własnych potrzeb. W 2007, po zakończeniu modernizacji, budynek otwarto i dedykowano Ruth and Raymondowi G. Perelmanom, sponsorom muzeum. Koszty renowacji i adaptacji budynku, wynoszące 240 milionów dolarów pokryto ze składek darczyńców.
6 galerii budynku Perelmana, mających powierzchnię 190 m² mieści m.in. dział druków, rysunków i fotografii (150 000 eksponatów) i dział ubiorów i tekstyliów (30000 eksponatów).
Poza nowocześnie urządzonymi, kolorowymi galeriami w budynku znajduje się również ogólnie dostępna biblioteka, księgarnia i kawiarnia.

## Zbiory muzeum
W zbiorach muzealnych znajduje się ponad 225 000 eksponatów, obejmujących z jednej strony twórcze osiągnięcia cywilizacji zachodniej począwszy od I wieku naszej ery, a z drugiej dorobek Azji począwszy od III tysiąclecia p.n.e. Zakres sztuki europejskiej obejmuje okres od średniowiecza po współczesność, a znajdująca się w jej ramach kolekcja broni i rynsztunku bojowego jest drugą pod względem wielkości w USA.
Również kolekcja sztuki amerykańskiej należy do najświetniejszych w tym kraju. Na uwagę zasługują ponadto kolekcje: sztuki współczesnej, ubiorów i tekstyliów oraz fotografii.
43155 eksponatów muzealnych jest dostępne w wersji online.
W ciągu całej historii Philadelphia Museum of Art pod zarządem kolejnych dyrektorów i powierników zmieniał się profil jego zbiorów; po 1893, za rządów dyrektora Daltona Dorra, zorganizowano trzy działy, każde z własnym kustoszem: garncarstwo amerykańskie, numizmatyka oraz tekstylia, koronkarstwo i hafciarstwo. W następnych dekadach w związku z rozwojem kolekcji doszły kolejne działy. Z nastaniem dyrektora Fiske Kimballa w 1925 dokonano zmian organizacyjnych polegających na ustanowieniu obsadzonych sekcji w ramach 2 działów; sztuki europejskiej i amerykańskiej oraz sztuki Wschodu. Kolejny dyrektor, Evan Turner zniósł podział na sekcje i wprowadził w latach 60. strukturę niezależnych działów. Ich liczba zmieniała się wraz ze zmianą koncepcji wystawienniczych lub z powodów ekonomicznych. Obecnie (2011) zbiory Philadelphia Museum of Art zgrupowane są w 10 działach.

### Sztuka europejska 1100–1500
Galerie tego działu ukazują rozwój sztuki średniowiecznej i wczesnorenesansowej w całej Europie, zwłaszcza w średniowiecznej Francji oraz we Włoszech, Hiszpanii i Niderlandach w epoce renesansu. Tematyka tych dzieł jest przeważnie religijna, ponieważ powstawały one na zamówienie kościołów i klasztorów. Prezentowane są elementy architektury kościelno-klasztornej (portale, kolumny, kapitele), wyposażenia wnętrz obiektów sakralnych (ołtarze, chrzcielnice, naczynia liturgiczne, kandelabry, relikwiarze, trony biskupie, witraże). Wśród prezentowanych eksponatów są też ilustrowane manuskrypty, rzeźby, wyroby z drewna czy elementy ówczesnej architektury mieszkaniowej.
W dziale tym znajduje się również obszerna kolekcja malarstwa włoskiego i niderlandzkiego, w tym obrazy takich mistrzów jak Duccio di Buoninsegna, Fra Angelico, Jacopo de’ Barbari, Matteo di Giovanni, Sandro Botticelli, Hieronim Bosch, Jan van Eyck czy Rogier van der Weyden.

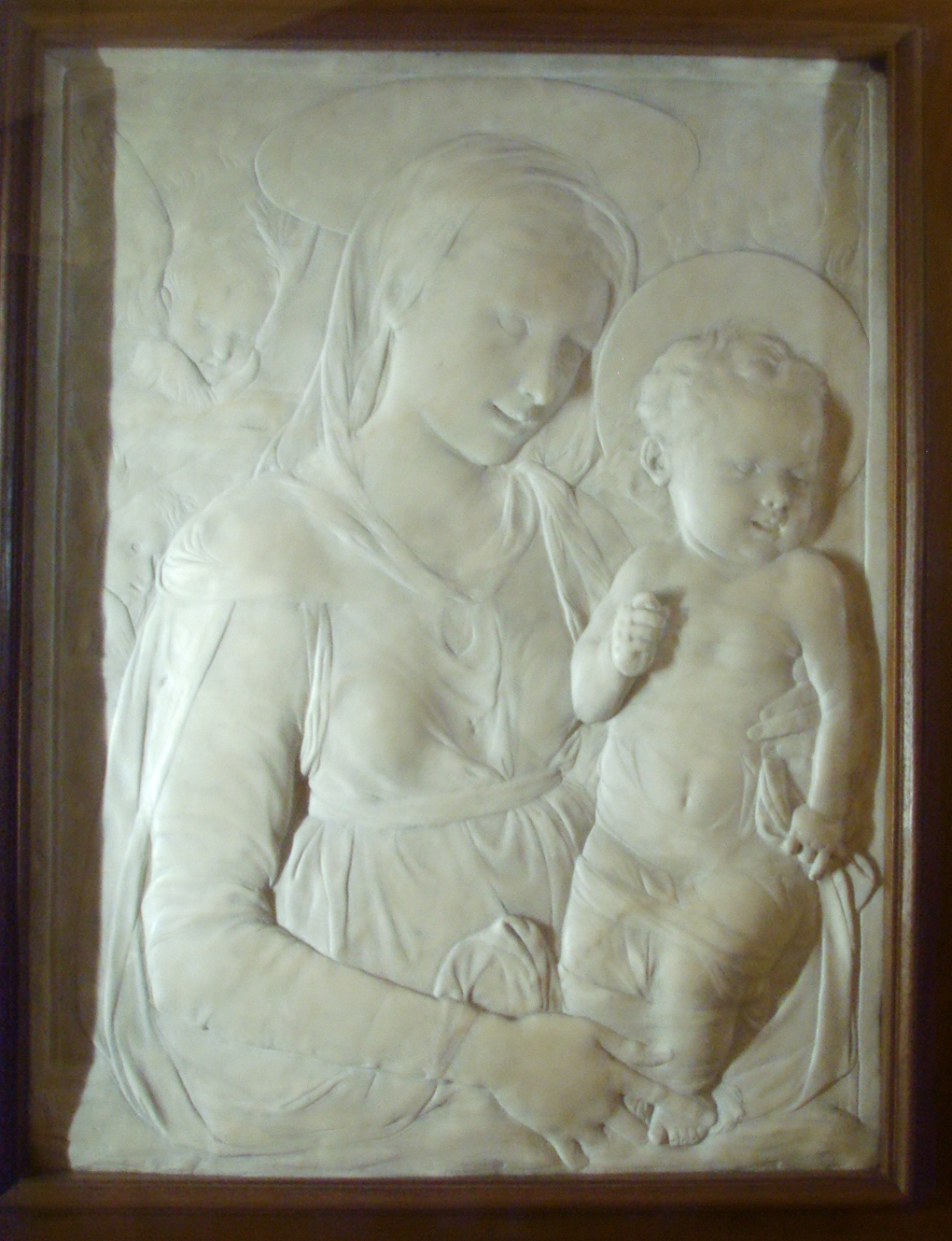
Renesansowy relief włoski z motywem Madonny (ok. 1460)
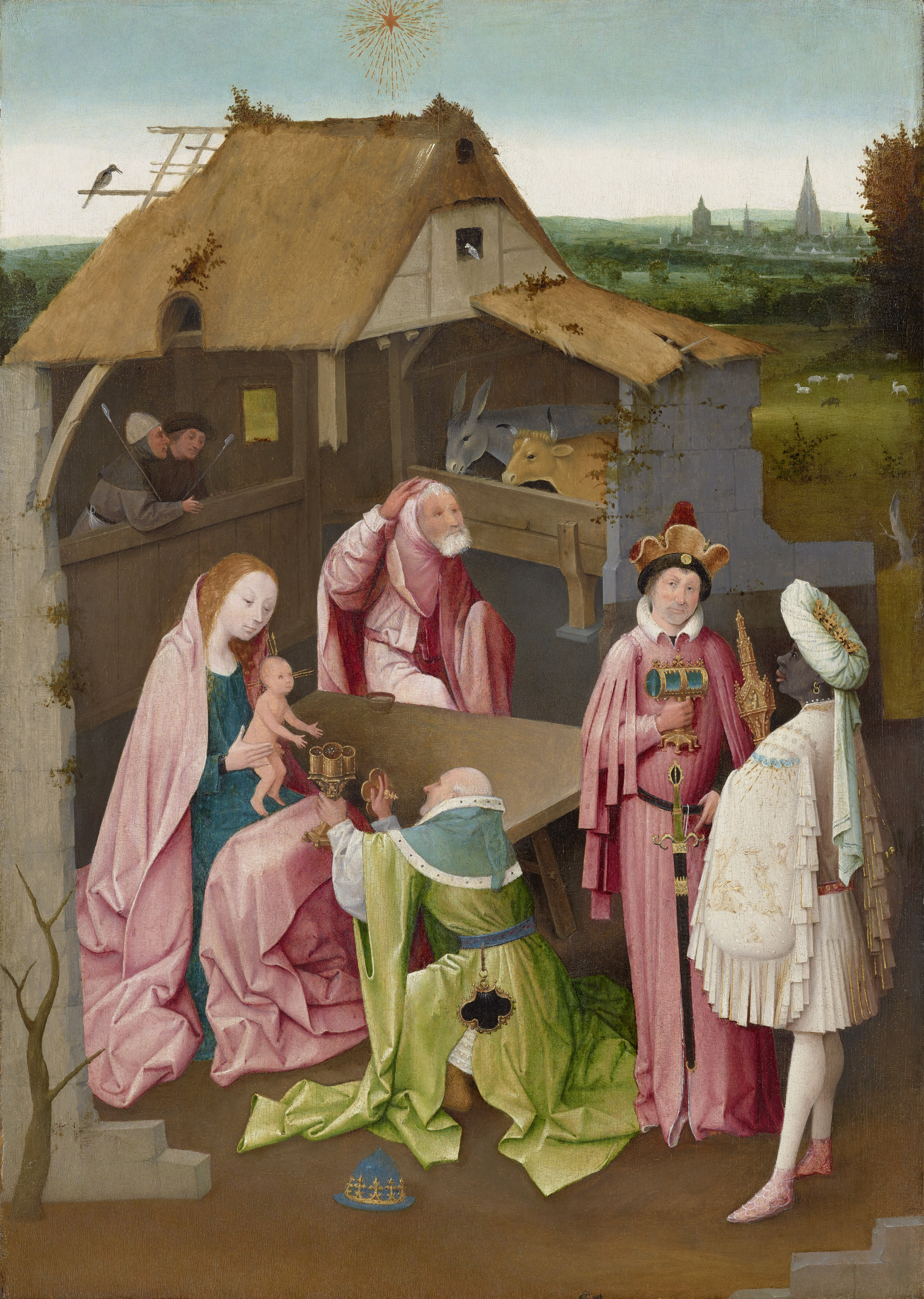
Hieronim Bosch, Pokłon Trzech Króli, ok. 1475–1480
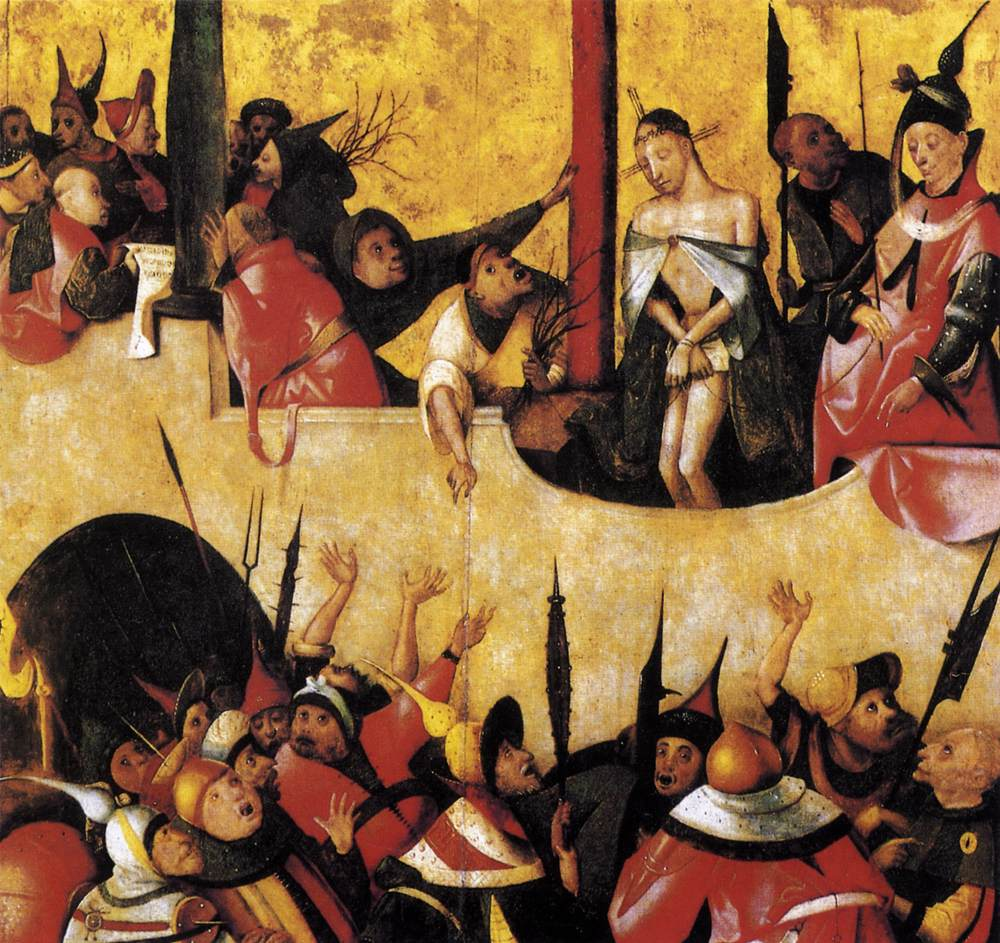
Hieronim Bosch Ecce homo,?
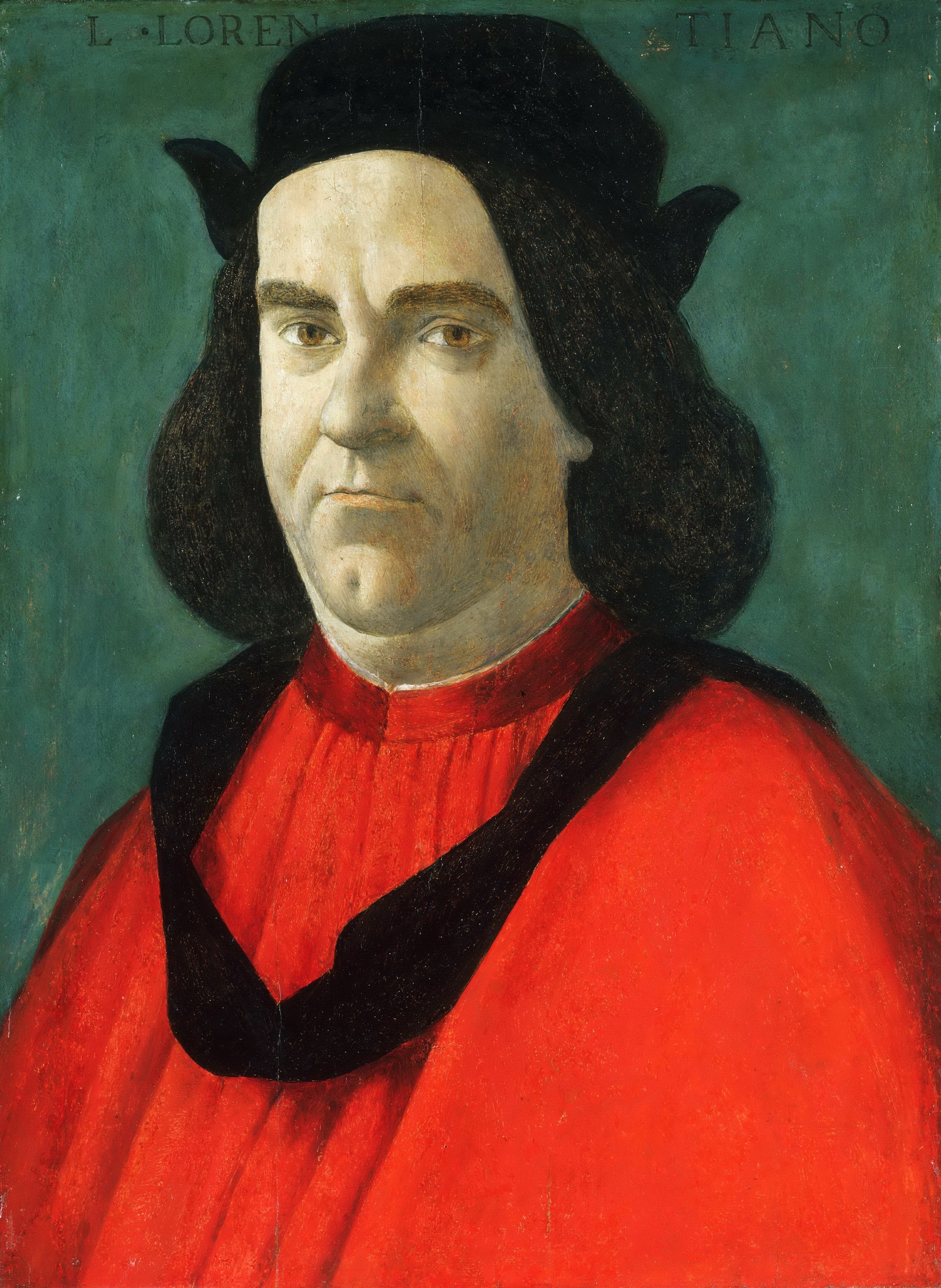
Sandro Botticelli Portret Ser Piero Lorenzi, ok. 1490–1494

### Sztuka europejska 1500–1850
Ten dział ukazuje imponujące osiągnięcia architektoniczne sztuki europejskiej od początku XVI do połowy XIX w.: wnętrza mieszkalne (salon z XVIII-wiecznego angielskiego Lansdowne House), elementy wystroju. Zbiór uzupełniają obrazy, rzeźba, wyposażenie wnętrz, wyroby rzemieślnicze.
Sztukę włoską XVI w. reprezentuje znakomita kolekcja ceramiki i rzeźb z brązu, obrazy takich mistrzów jak Tycjan czy Agnolo Bronzino, rzeźby Giuseppe Mazzuoli a flamandzką – drewniana nastawa ołtarzowa z Antwerpii.
Dzieła epoki manieryzmu i baroku to obrazy Nicolasa Poussina, Petera Paula Rubensa i Jacoba van Ruisdaela. Sztukę hiszpańską reprezentują wielkie obrazy i ceramika dekoracyjna. Epoka rokoko to meble, porcelana (w tym porcelana z Sèvres), metaloplastyka i zastawy stołowe ze srebra. Epokę klasycyzmu reprezentują wnętrza mieszkalne projektowane przez Roberta Adama oraz wielki salon z podparyskiego Château de Draveil.
O różnorodności stylów artystycznych XVIII i I. poł. XIX w. świadczą obrazy takich twórców jak: Thomas Gainsborough, Joshua Reynolds czy Eugène Delacroix, rzeźby Jean-Antoine’a Houdon, a także wyroby z kości słoniowej, miedzi czy wosku.

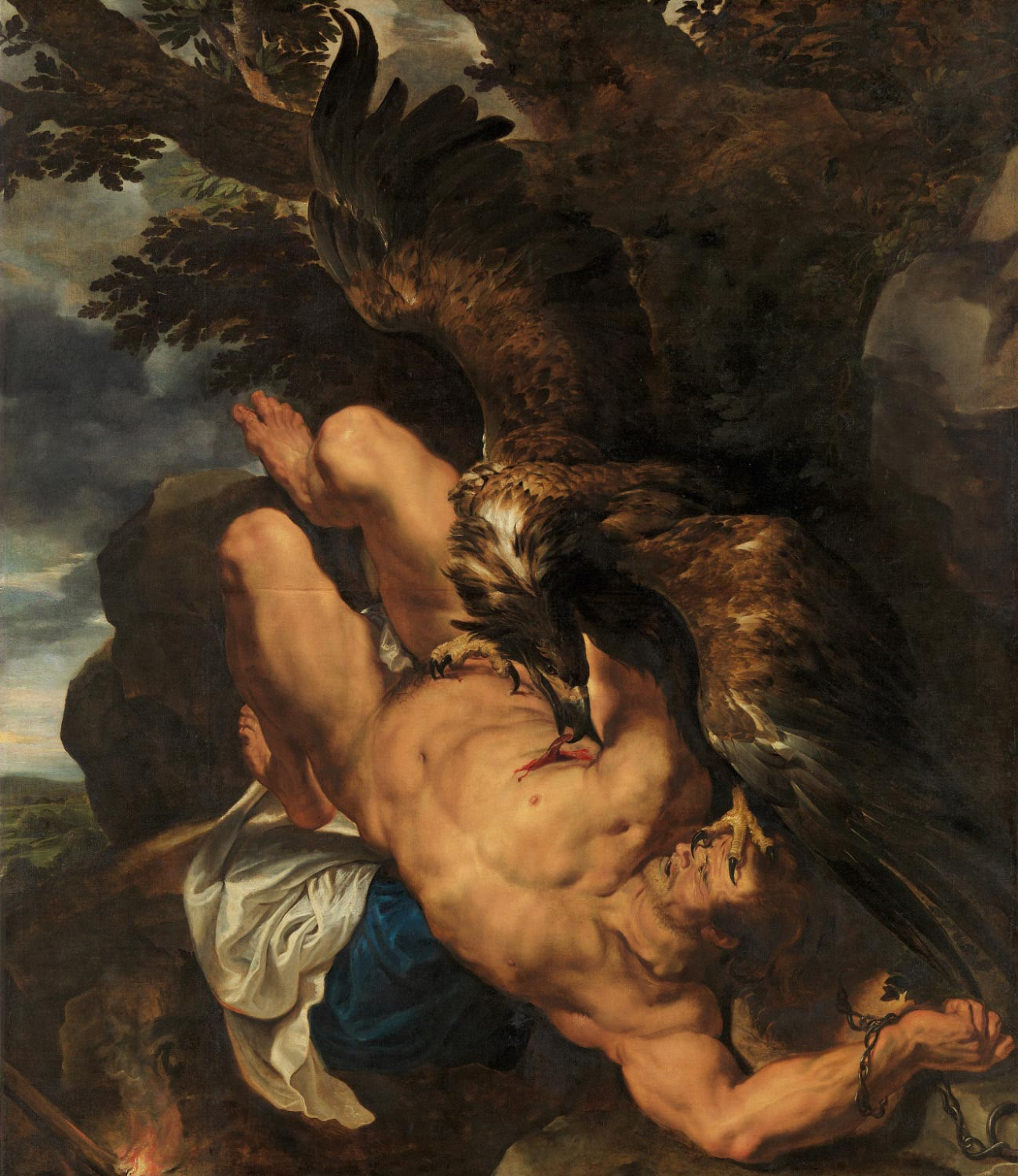
Peter Paul Rubens, Prometeusz w okowach, 1611–1612
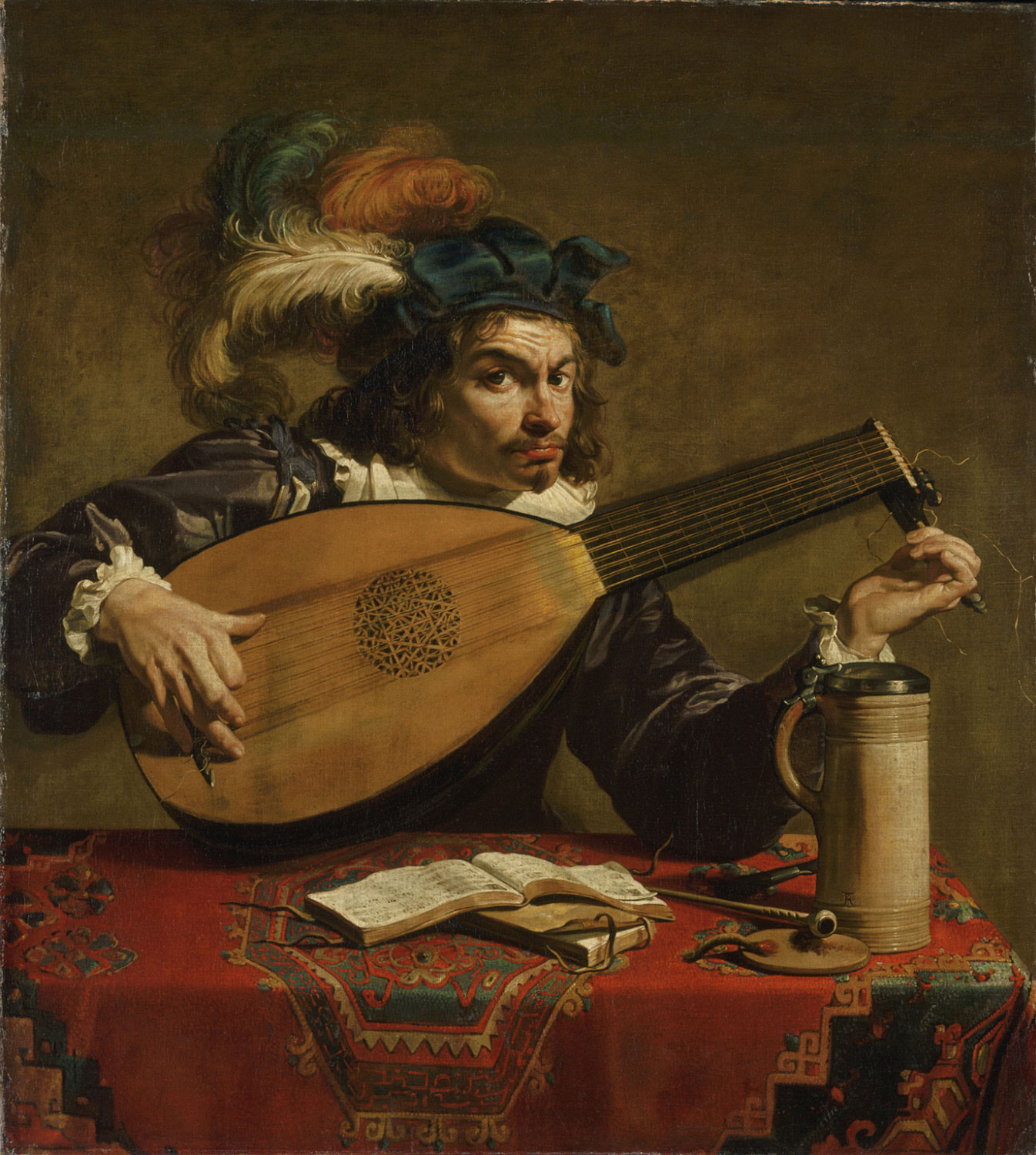
Theodoor Rombouts, Grający na lutni, ok. 1620
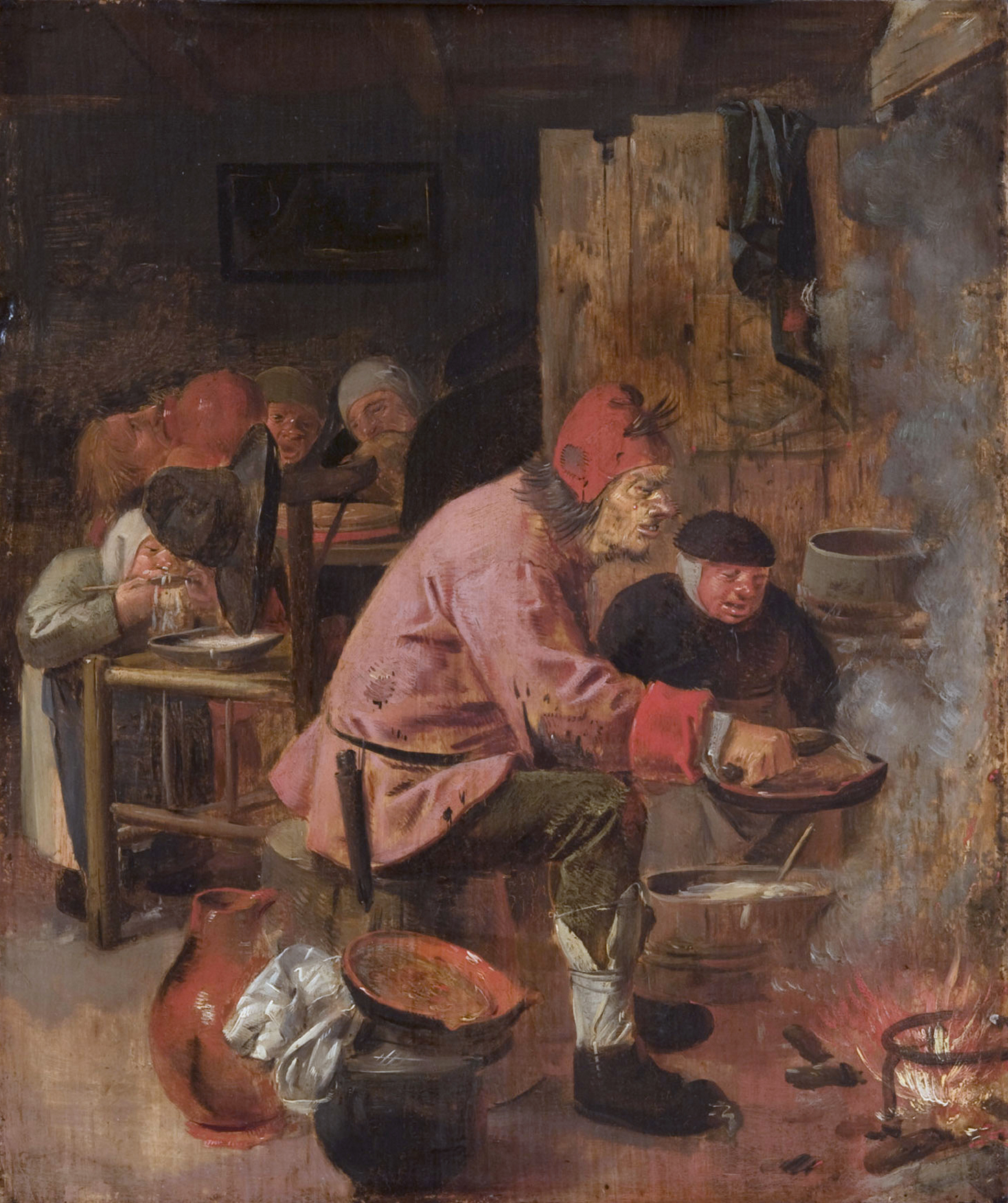
Adriaen Brouwer, Piekarz naleśników, ok. 1625
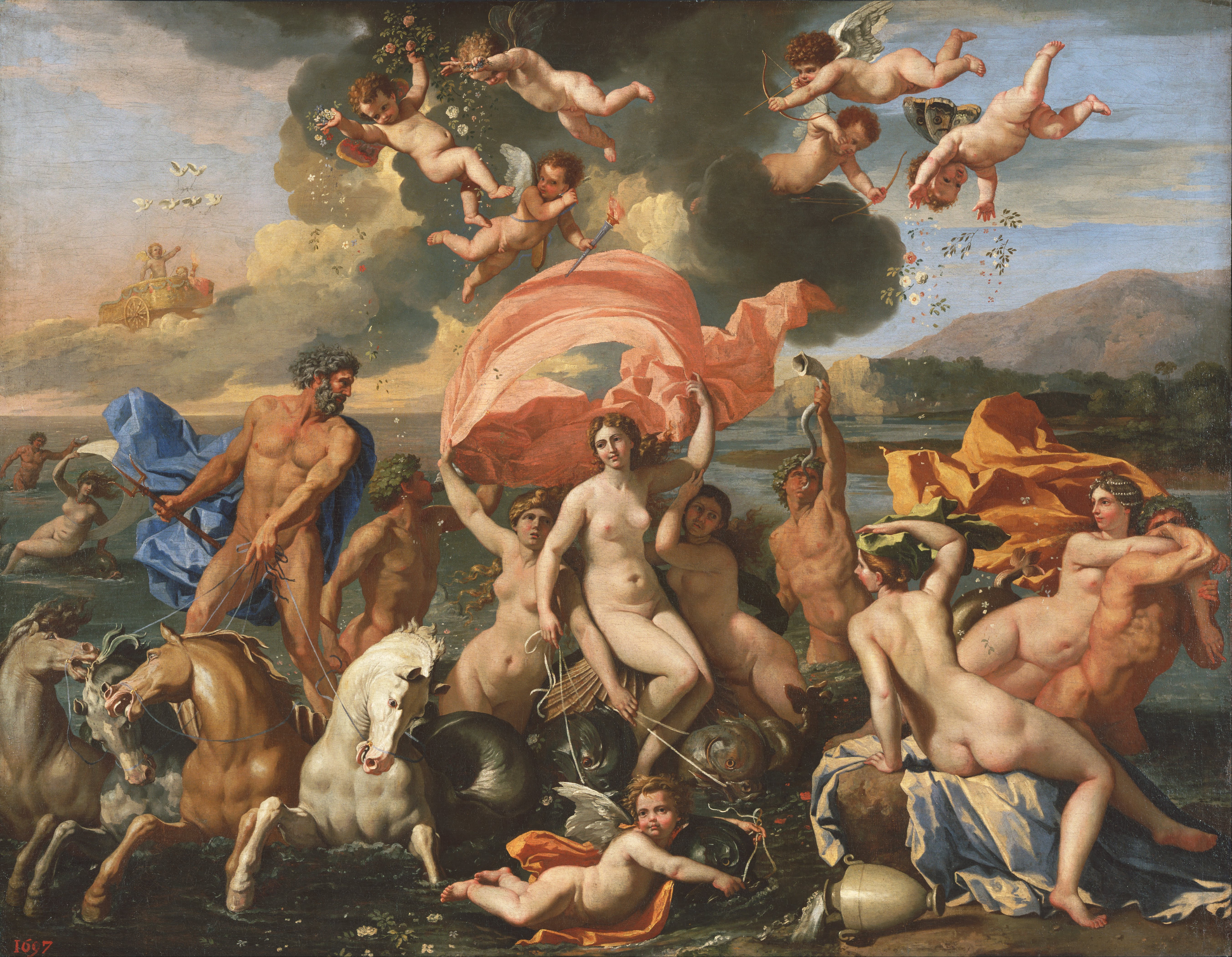
Nicolas Poussin, Triumfalny pochód Neptuna, 1634–1637

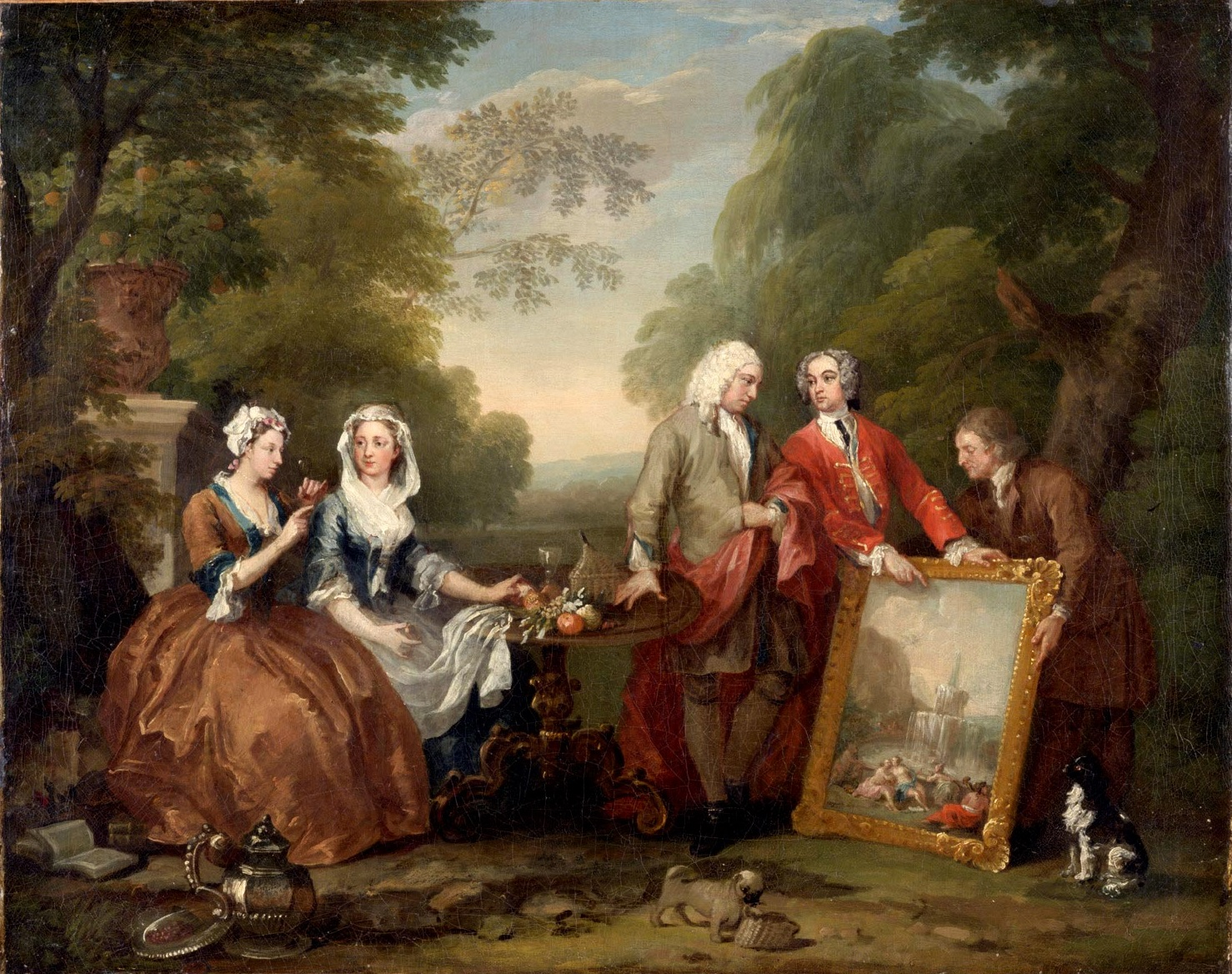
William Hogarth, Andrew Fountaine w otoczeniu kobiet i mężczyzn, 1730–1735
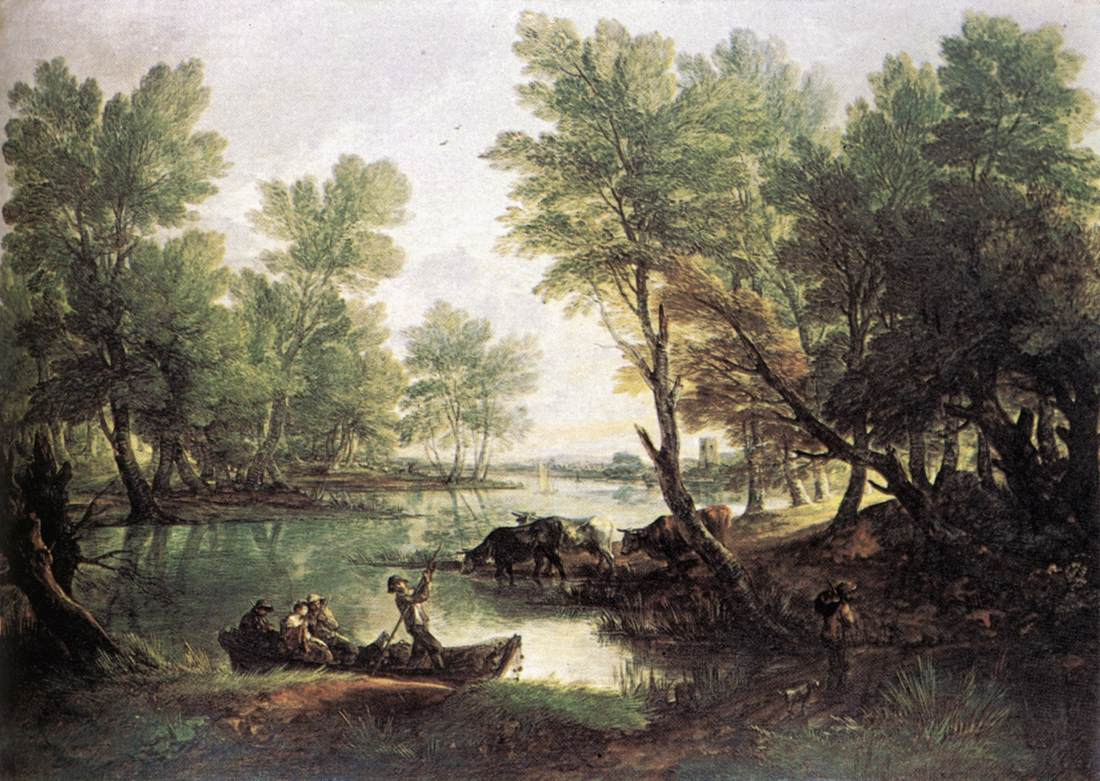
Thomas Gainsborough Pejzaż rzeczny, 1768–1770
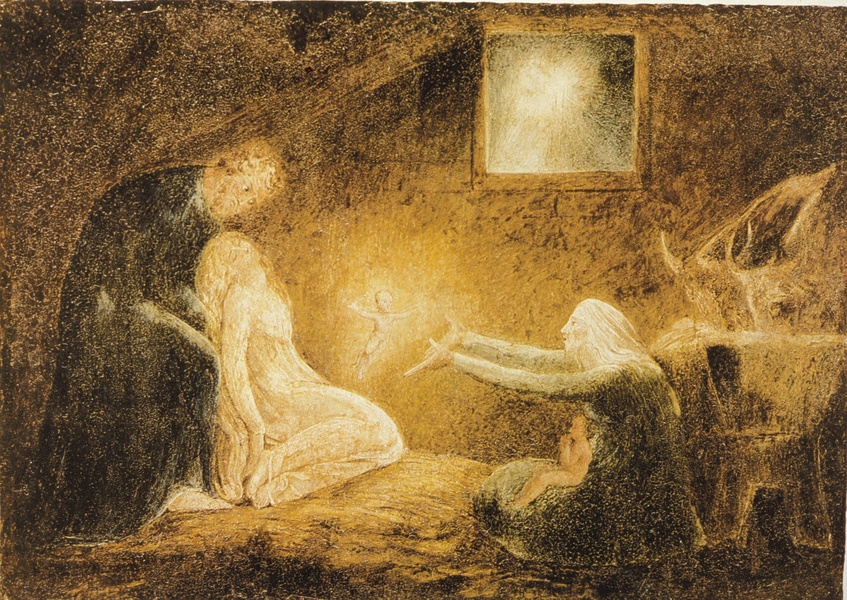
William Blake, Boże Narodzenie, 1790–1800
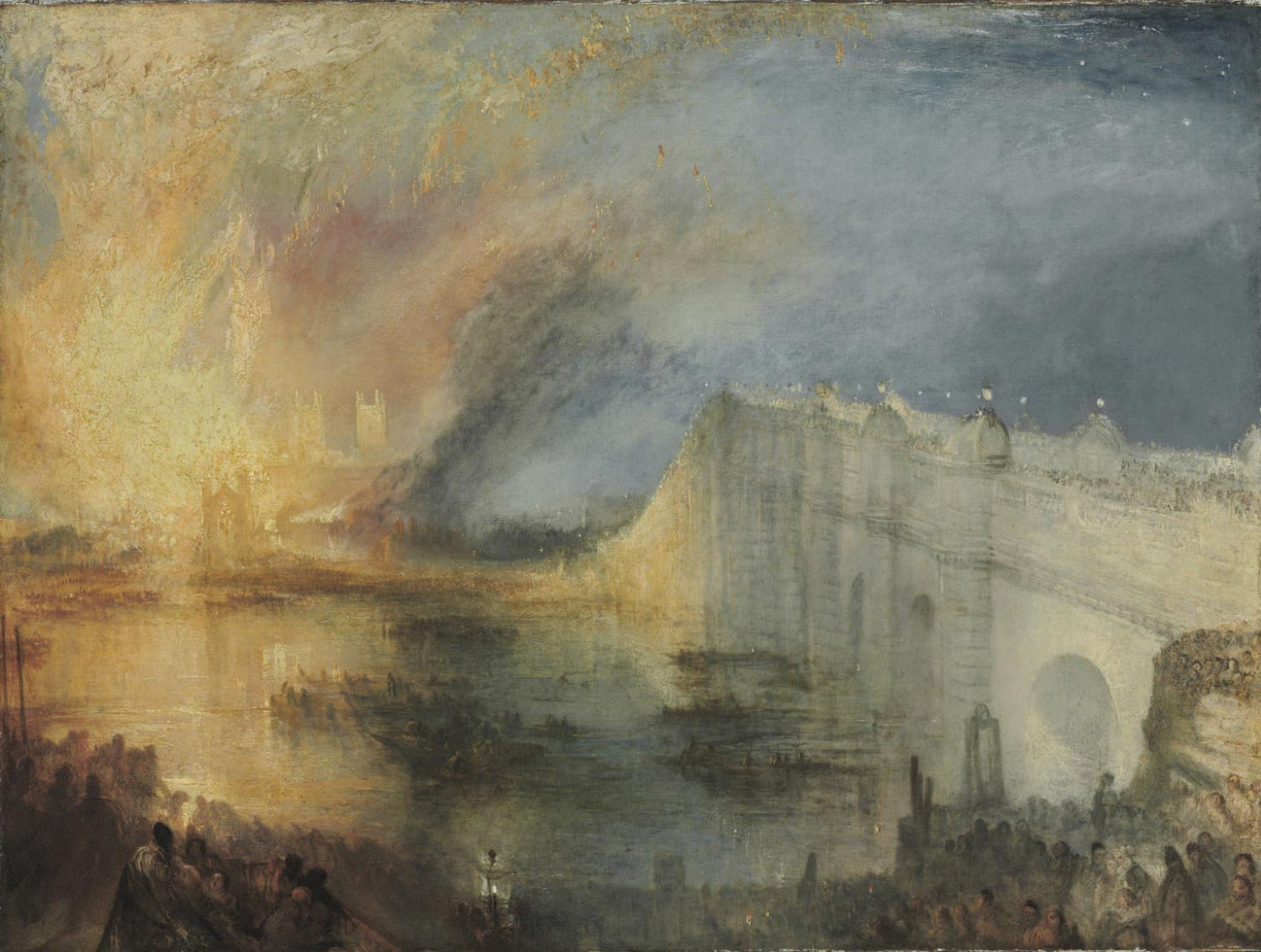
William Turner, Pożar Izby Lordów i Izby Gmin 1835

### Sztuka europejska 1850–1900
W ciągu zaledwie 50 lat, od poł. XIX w. do nastania z początkiem XX w. ery modernizmu, w sztuce europejskiej dokonała się przełomowa zmiana, widoczna również na podstawie kolekcji dzieł z tego okresu, zgromadzonych w Philadelphia Museum of Art. O zmianach tych świadczą przede wszystkim obrazy twórców francuskiego impresjonizmu i postimpresjonizmu oraz eksponaty z epoki secesji: meble, szkło, ceramika. Szczególną ozdobą kolekcji, jeśli chodzi o francuski impresjonizm i postimpresjonizm, są obrazy takich twórców jak:, Claude Monet – 22 obrazy, Auguste Renoir – 23 obrazy, Paul Cézanne – 14 obrazów, w tym znane dzieło Wielkie kąpiące się i (Holender z pochodzenia) Vincent van Gogh – 6 obrazów w tym słynne Słoneczniki. Bogactwa zbiorów dopełnia licząca ponad 100 eksponatów kolekcja rzeźb Auguste’a Rodina, której część jest wystawiana również w muzeum jego imienia – Rodin Museum; w tym ostatnim znajduje się pierwszy brązowy odlew znanego dzieła artysty Brama piekieł.

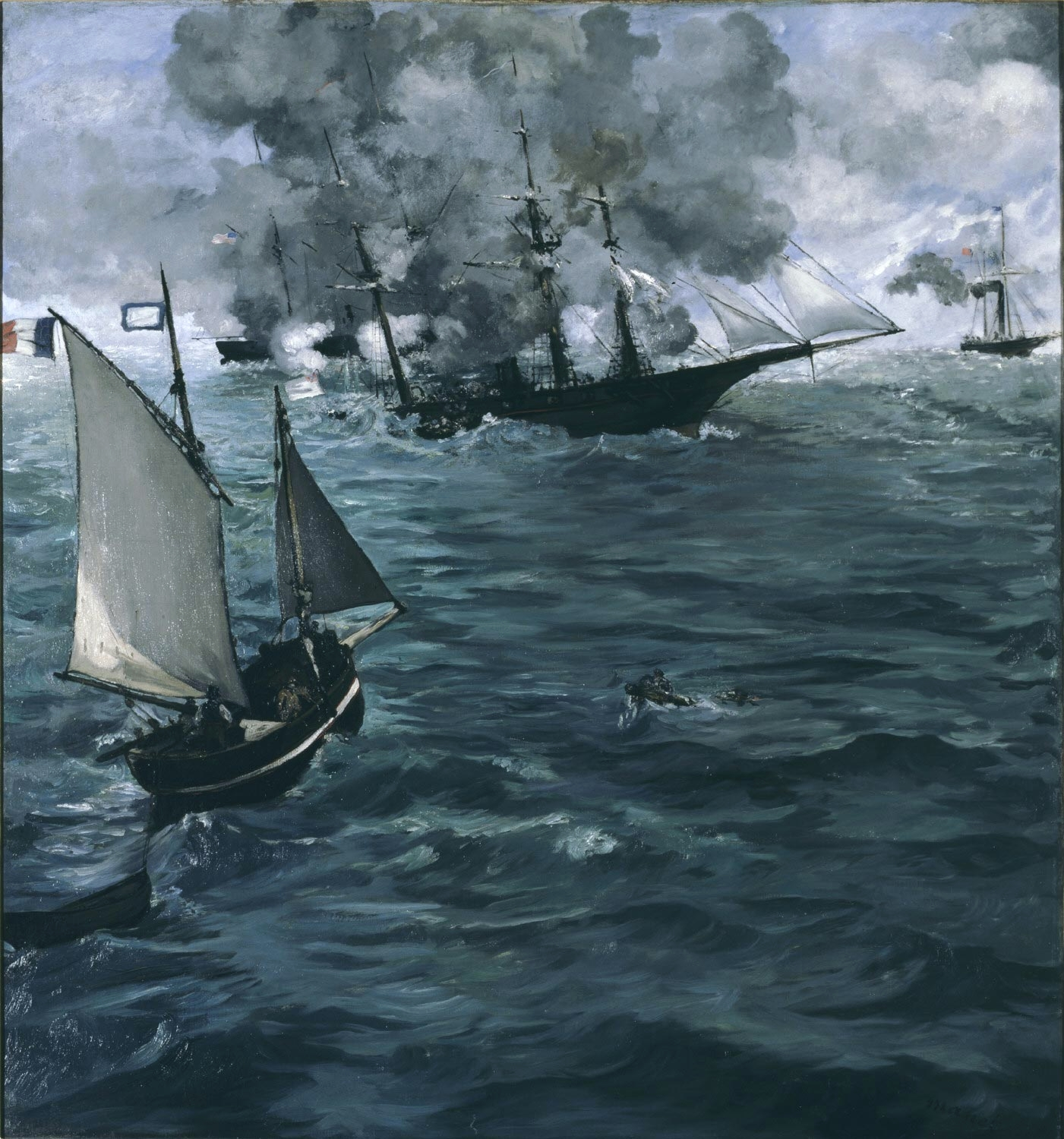
Édouard Manet, Bitwa pomiędzy USS Kearsarge i CSS Alabama, 1864
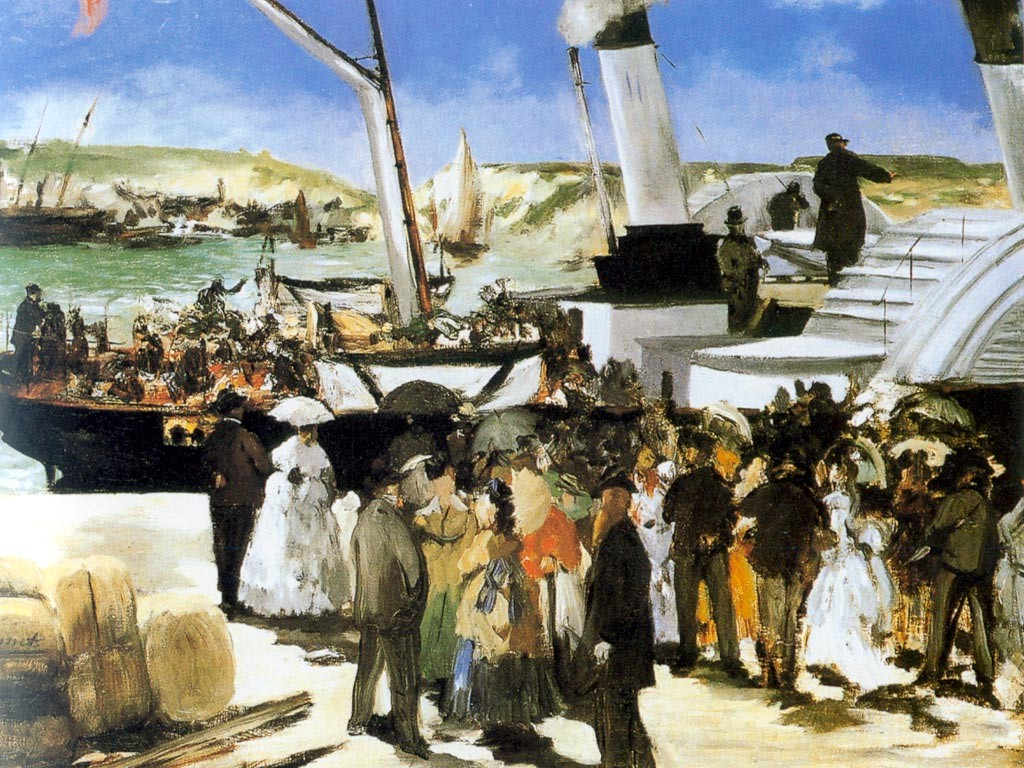
Édouard Manet, Odpłynięcie parowca Folkestone, 1869
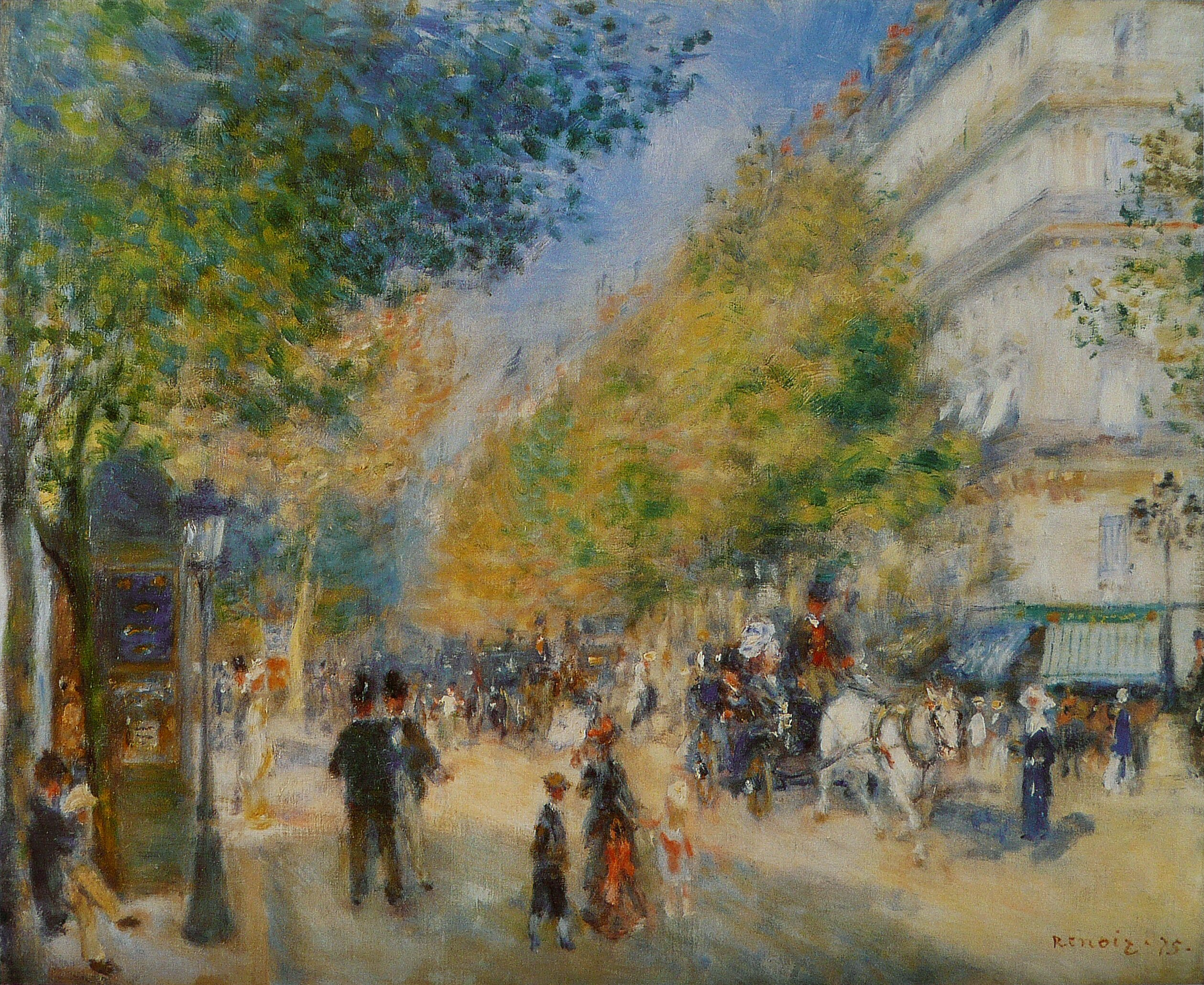
Auguste Renoir, Wielkie bulwary, 1875
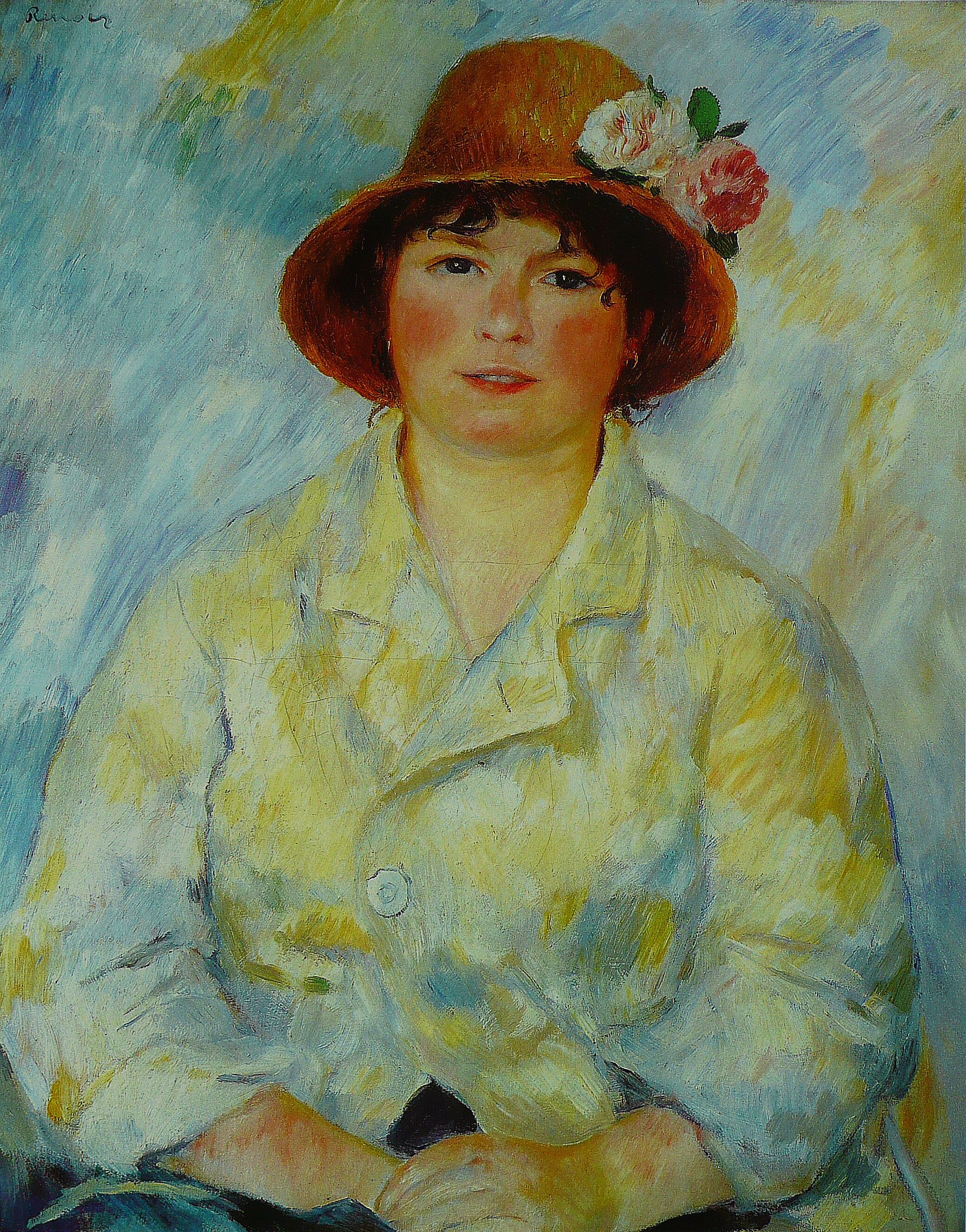
Auguste Renoir, Aline Charigot, 1885
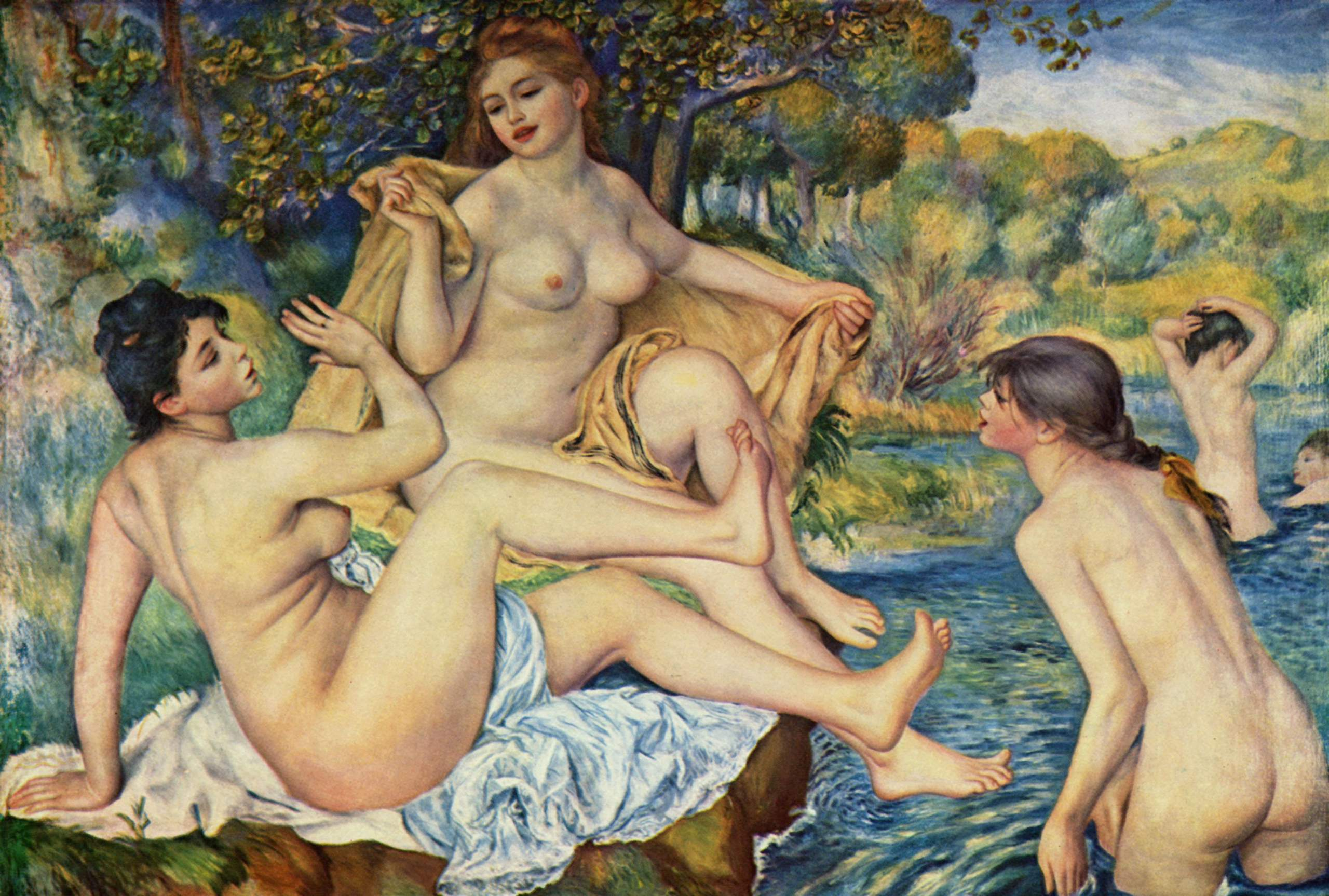
Auguste Renoir, Wielkie kąpiące się, 1887
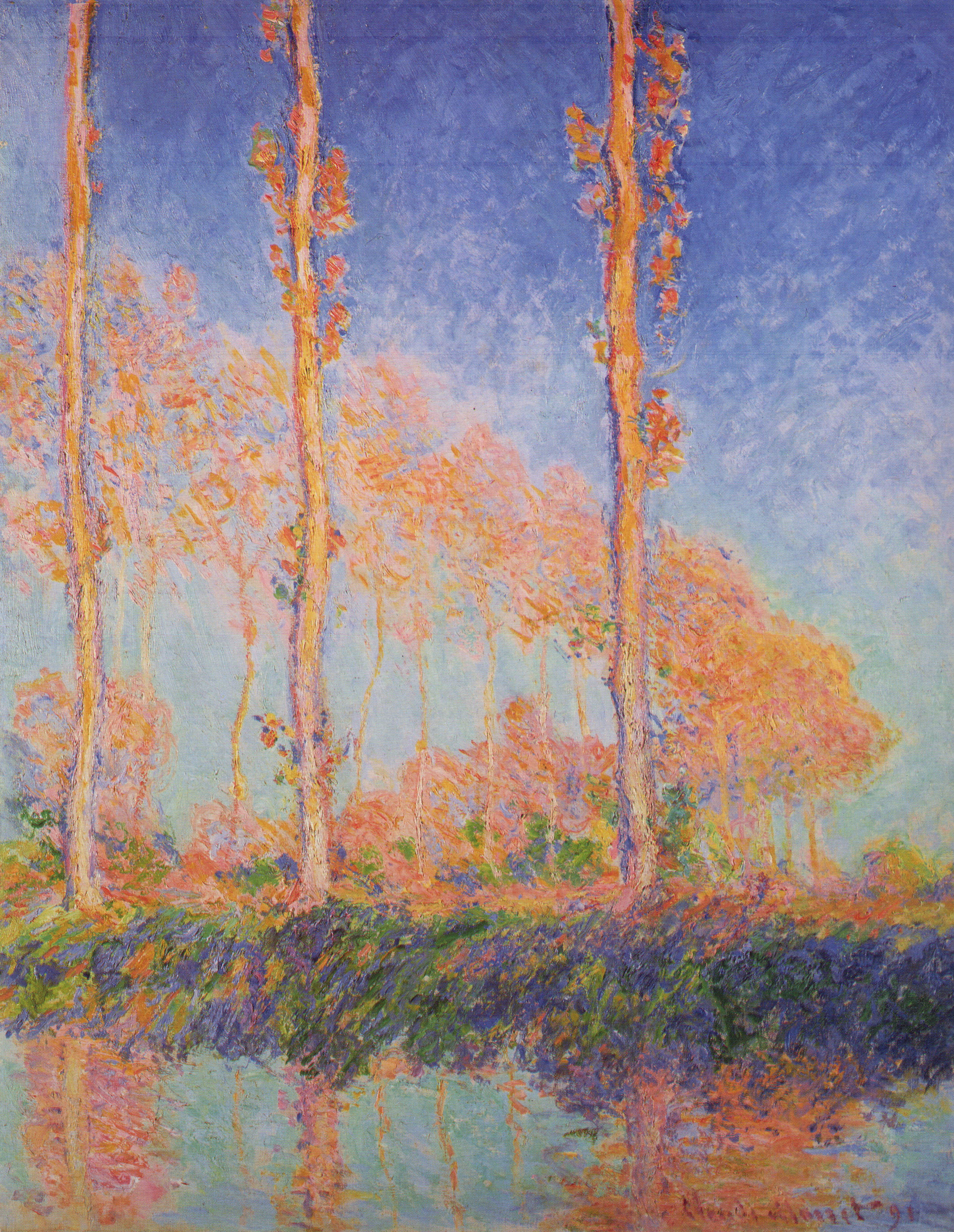
Claude Monet, Topole (Jesień), 1891
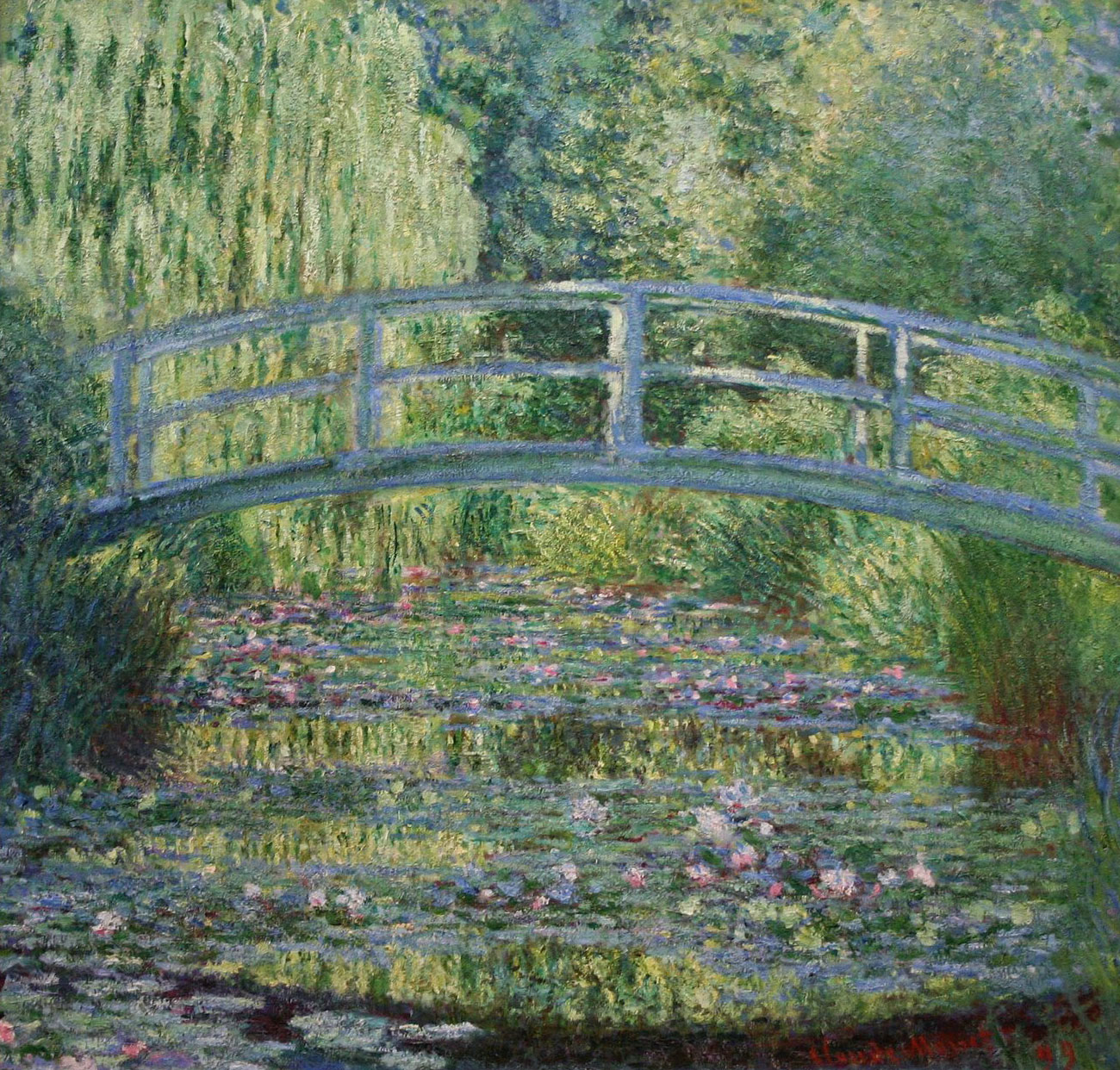
Claude Monet, Japoński most i lilie wodne, ok. 1899
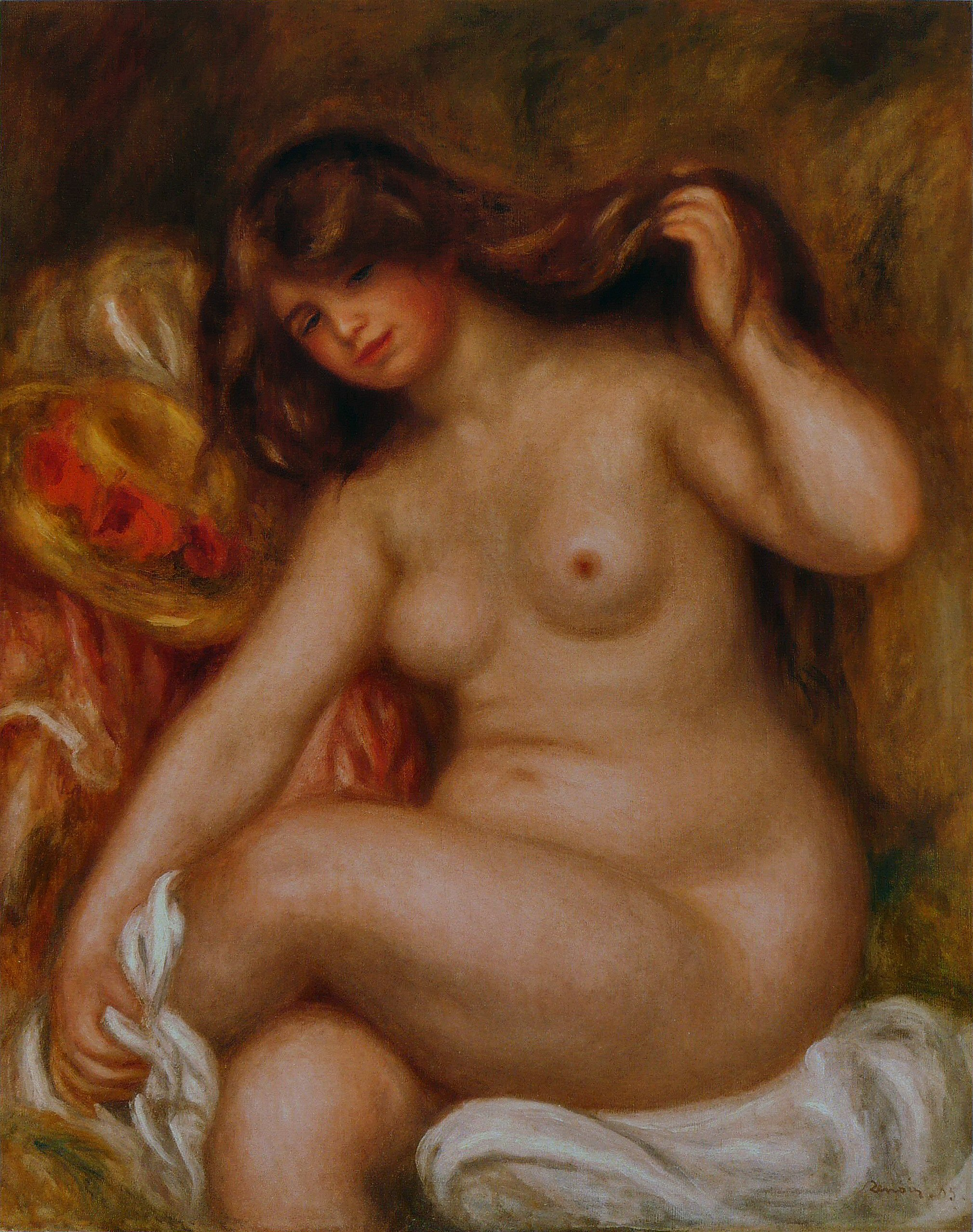
Auguste Renoir, Kąpiąca się, 1905

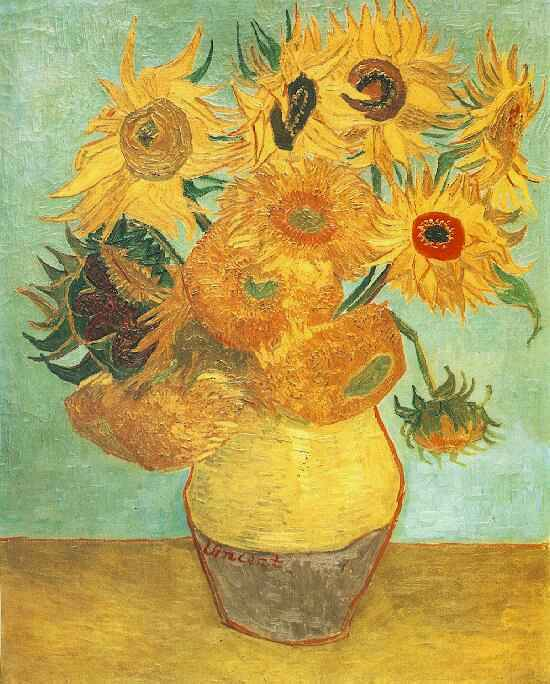
Vincent van Gogh, Martwa natura: wazon z dwunastoma słonecznikami, Arles, styczeń 1889
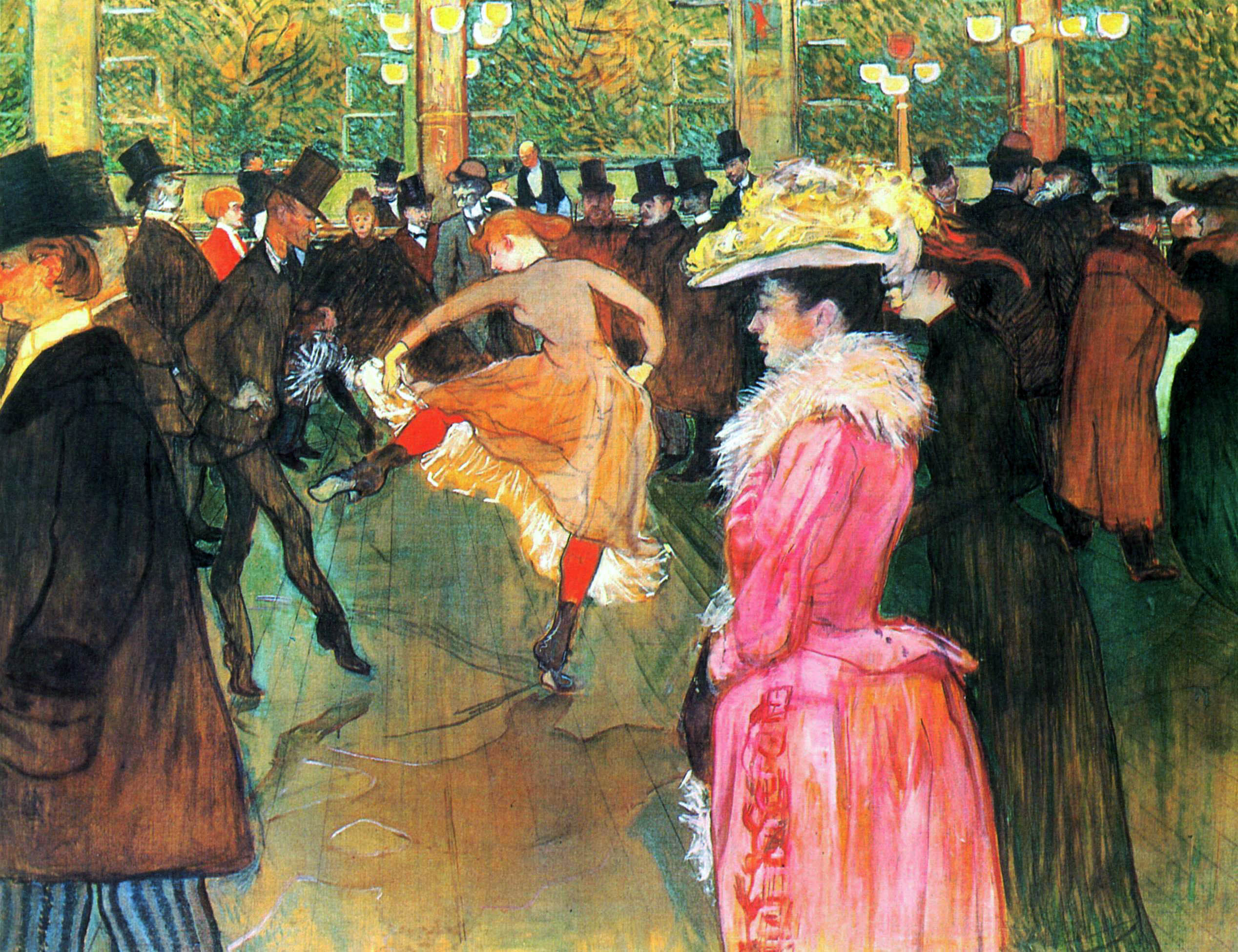
Henri de Toulouse-Lautrec, Taniec w Moulin Rouge, 1889–1890
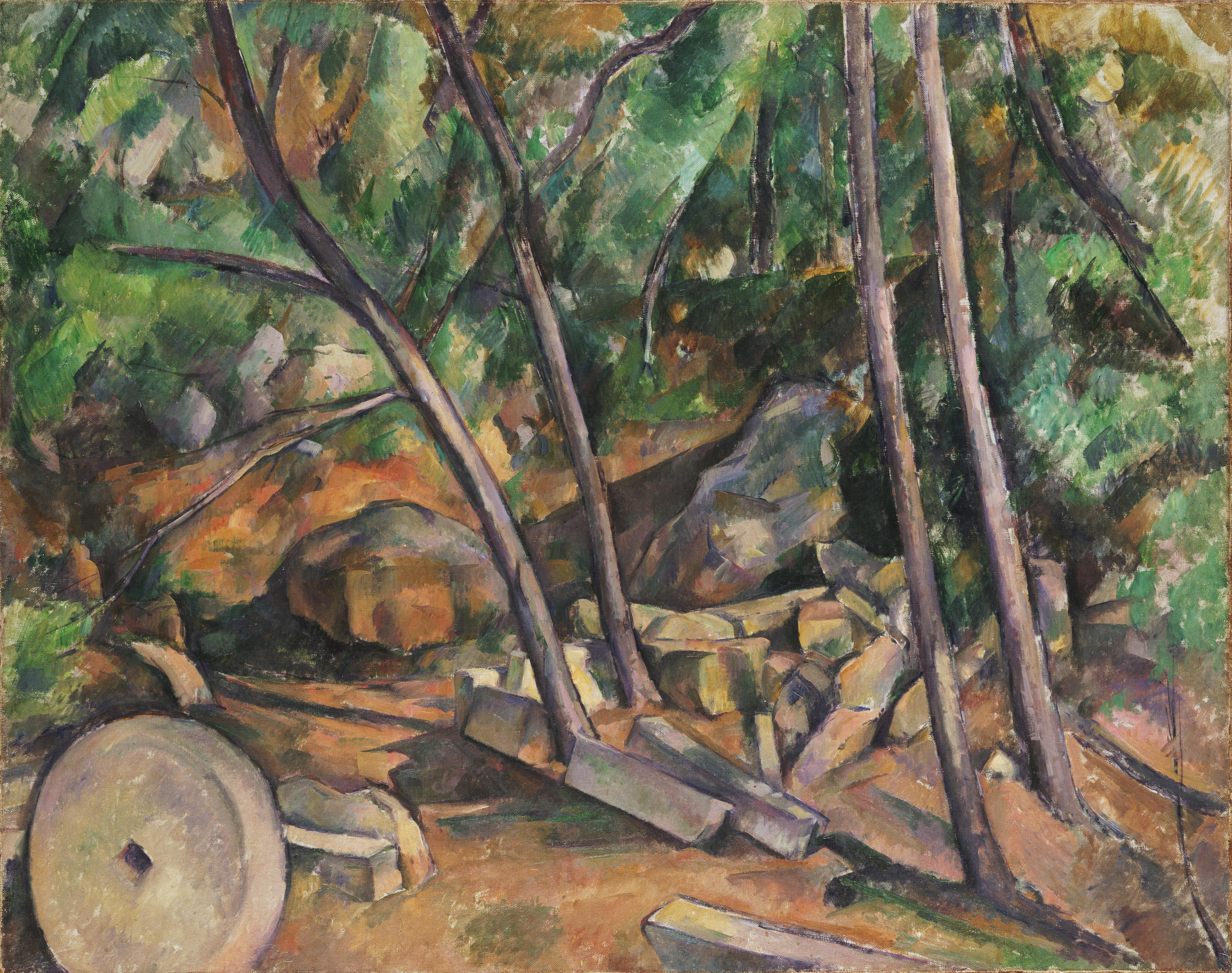
Paul Cézanne, Kamień młyński, 1892–1894
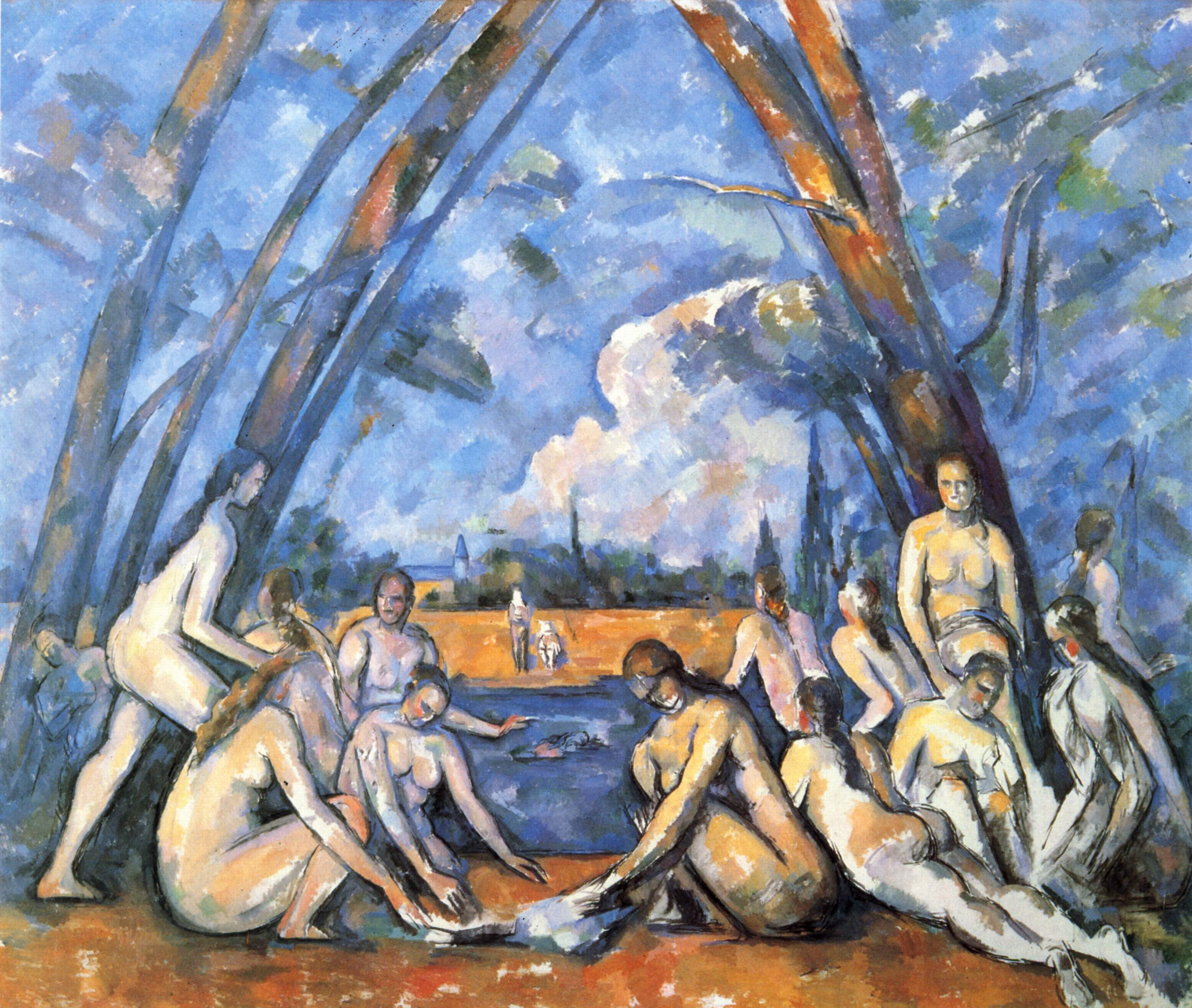
Paul Cézanne, Wielkie kąpiące się, 1898–1905

### Sztuka współczesna
Imponująca kolekcja dzieł sztuki współczesnej należy do najbardziej wyróżniających się w skali światowej. Główne atrakcje tego działu to prace takich artystów jak m.in.: Pablo Picasso (w tym Trzech muzykantów), Marcel Duchamp (Naga schodząca ze schodów (Nr 2)), Constantin Brâncuși (Pocałunek), Henri Matisse, Salvador Dalí (Miękka konstrukcja z gotowaną fasolką – przeczucie wojny domowej), Joan Miró, Amedeo Modigliani (Błękitne oczy). Obok nich reprezentowani są artyści amerykańscy (Georgia O’Keeffe, Marsden Hartley, Cy Twombly, Jasper Johns i Sol LeWitt). Eksponuje się również prace młodszej generacji artystów.
W muzeum znajdują się też znaczące zbiory prac artystów afroamerykańskich, meksykańskich i twórców-samouków i twórców niszowych.

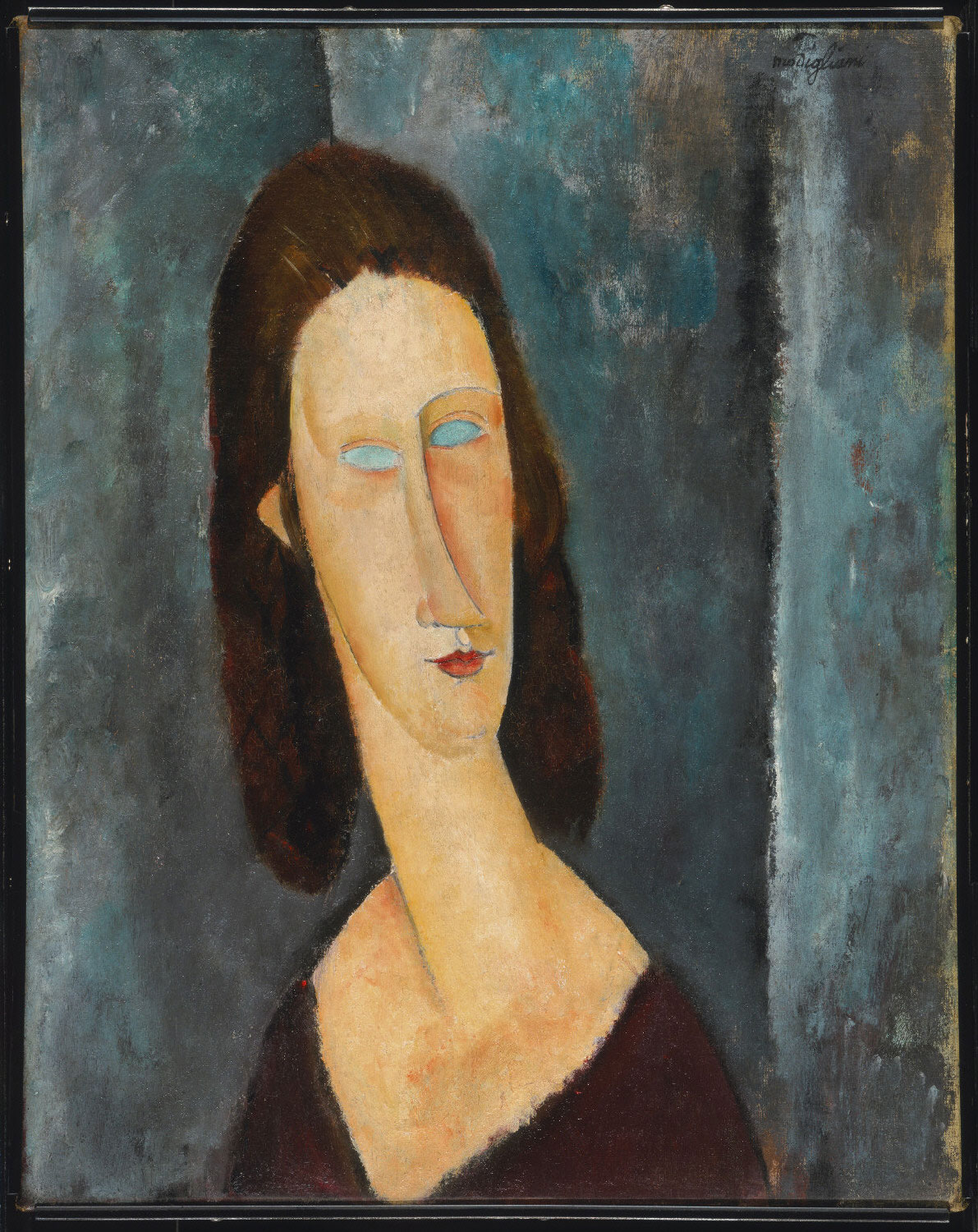
Amedeo Modigliani, Błękitne oczy (1917)
Paul Klee, Magiczne ryby (1925)
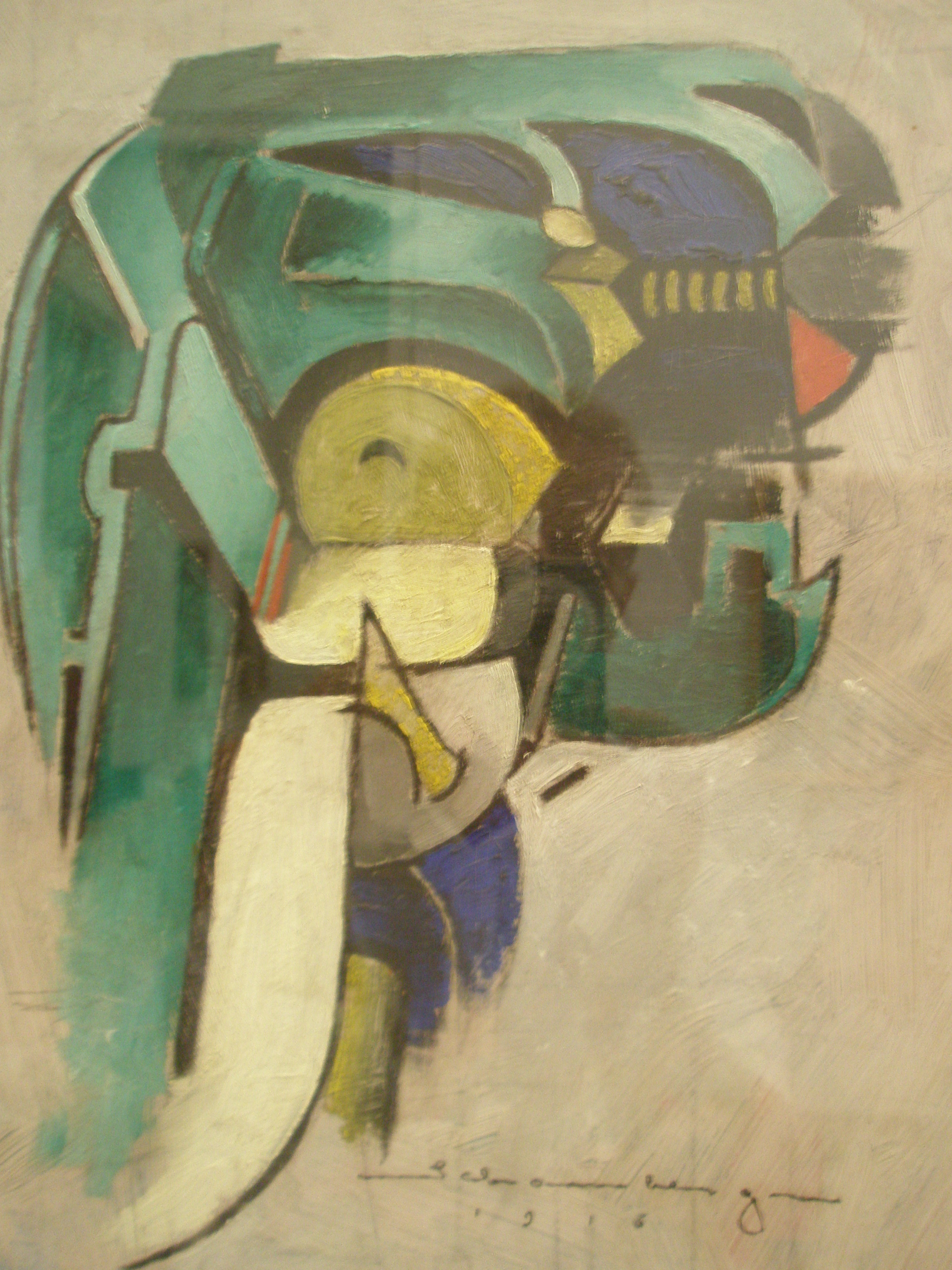
Morton Schamberg, Painting IV (Mechanical Abstraction) (1916)
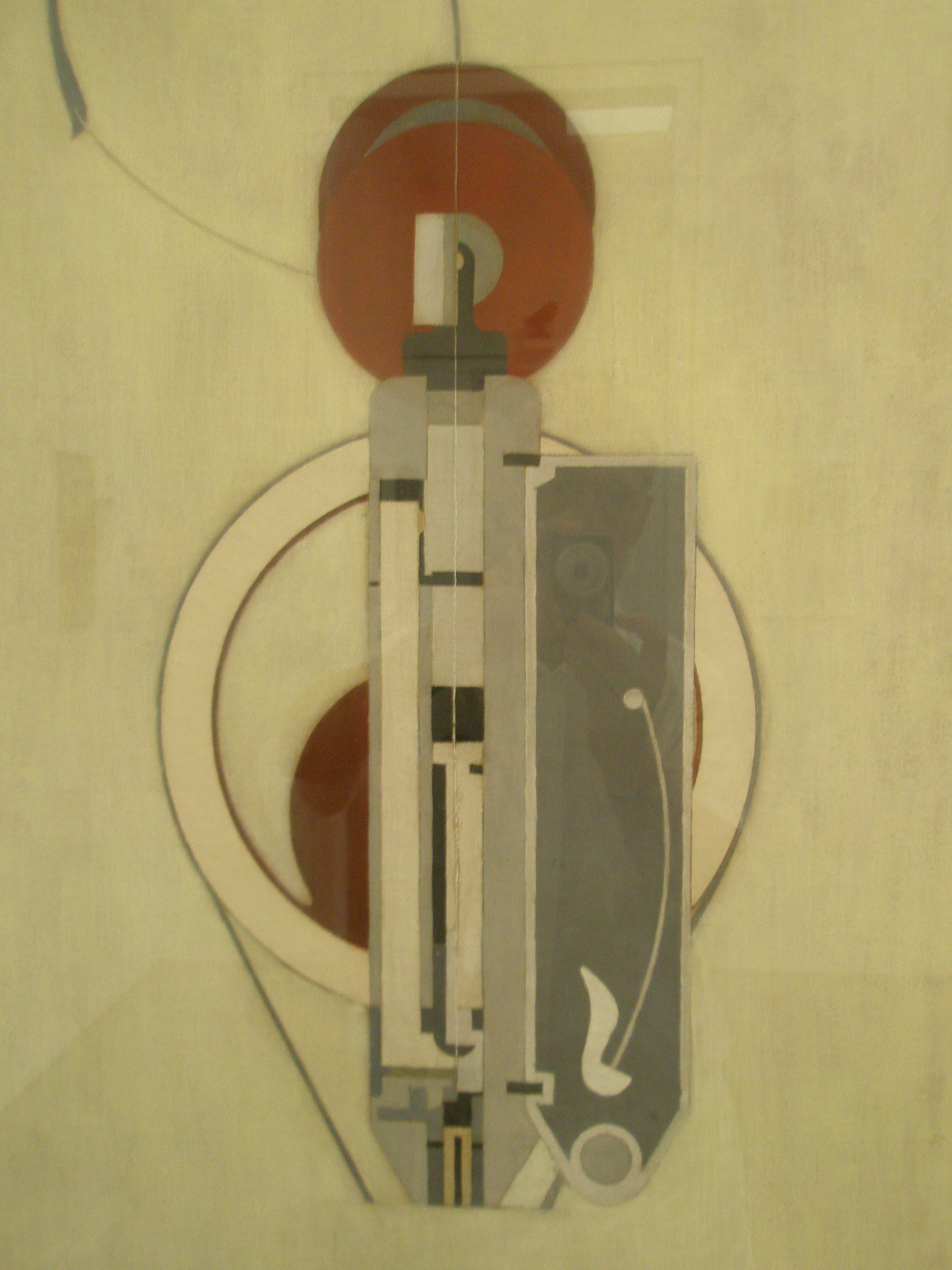
Morton Schamberg, Painting VIII (Mechanical Abstraction) (1916)
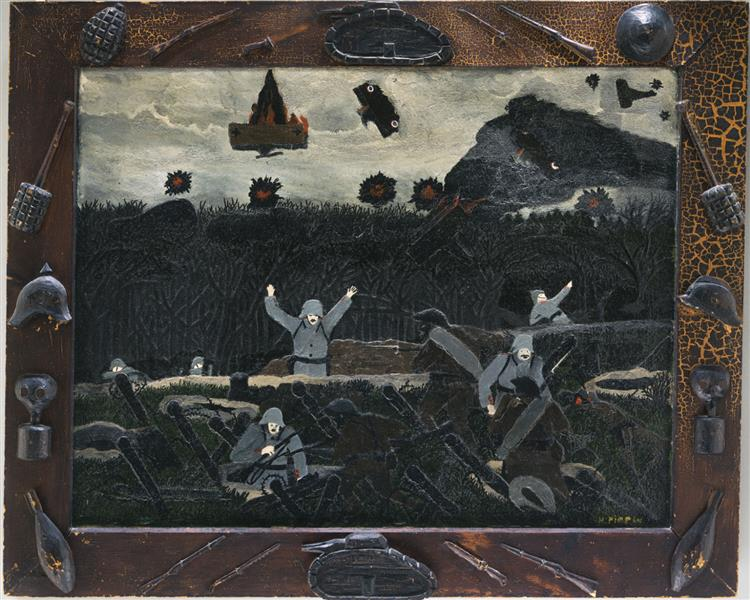
Horace Pippin, Zakończenie wojny, powrót do domu (między 1930 a 1933)

### Druki, rysunki, fotografie

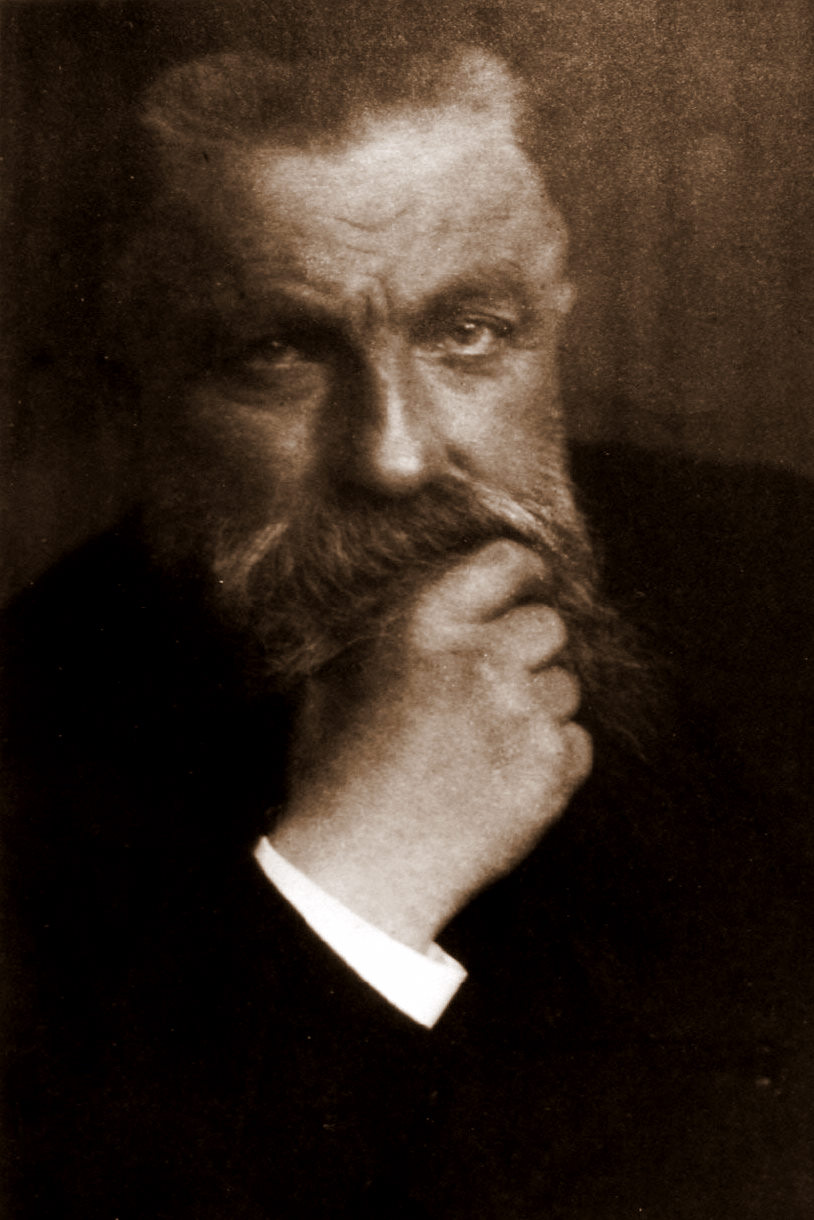
Edward Steichen – podobizna Auguste’a Rodina (odbitka platynowa, 1902)

Druki, rysunki i fotografie stanowią największą grupę eksponatów muzealnych, obejmując łącznie ponad 150 000 prac tworzonych od XV w. do czasów współczesnych.
Na uwagę zasługują zwłaszcza druki (drzeworyty, miedzioryty i akwaforty) starych mistrzów europejskich oraz wykonane podobną techniką prace artystów amerykańskich z lat 30. i 40. XX w., twórców z Ameryki Łacińskiej i Japonii. Zbiory uzupełnia kolekcja Ars Medica Collection, obejmująca druki medyczne i farmaceutyczne postery i druki okolicznościowe – jedyny tego typu zbiór w muzeach sztuki.
Do głównych atrakcji tego działu zbiorów muzealnych należą rysunki włoskie, oraz rysunki Thomasa Eakinsa i Auguste’a Rodina, współczesne amerykańskie i europejskie akwarele, prace wykonane techniką kolażu i gwaszu, prace okolicznościowe Marcela Duchampa.
Zbiór fotografii obejmuje ponad 28000 eksponatów, w tym duże kolekcje prac znanych amerykańskich i europejskich fotografików, m.in.: Alfreda Stieglitza, Paula Stranda i Eugène’a Atgeta.

#### Kolekcja Paula Stranda
Na uwagę zasługuje zwłaszcza kolekcja prac Paula Stranda – The Paul Strand Collection. Muzeum filadelfijskie zgromadziło, dzięki donacjom i zakupom, znaczący zbiór fotografii jednego z najbardziej prominentnych fotografików XX w., liczący łącznie ponad 3600 eksponatów, co czyni zeń najważniejszy tego typu zbiór prac Stranda na świecie. Strand tworząc indywidualne portrety, fotografując pejzaże, martwe natury i obiekty architektoniczne w różnych częściach świata wniósł znaczący wkład w rozwój sztuki XX w. Ważną grupą jego prac, znajdującą się również w zasobach muzeum, są odbitki w platynie, w tym: Wall Street (1915), City Hall Park, New York (1915), Man in a Derby (1916) i Telegraph Poles, Texas (1915).
Na początku lat 70. Philadelphia Museum of Art zorganizowało pierwszą wielką, retrospektywną wystawę prac tego artysty, Paul Strand Photographs (listopad 1971–styczeń 1972).

### Sztuka amerykańska
W zbiorach Philadelphia Museum of Art ukazana jest, obejmująca trzy wieki, historia sztuki amerykańskiej; składa się na nią malarstwo, meblarstwo, rzeźba i rzemiosło artystyczne, ze szczególnym uwzględnieniem bogatych tradycji lokalnych.
Kolekcje malarskie obejmują m.in. portrety i pejzaże malowane przez XVIII- i XIX-wiecznych twórców, w tym najbogatszy w USA zbiór dzieł Thomasa Eakinsa. Dział mebli reprezentowany jest przez eksponaty z epoki kolonialnej i federalnej. Na różnorodność kolekcji sztuki amerykańskiej składają się ponadto wyroby ze srebra, sztuka wiejska, wyroby z porcelany, książki, dokumenty, narzędzia i wyroby ze szkła oraz współczesne rzemiosło artystyczne.
Najwybitniejsze dzieła prezentowane poprzez często zmieniające się wystawy czasowe.

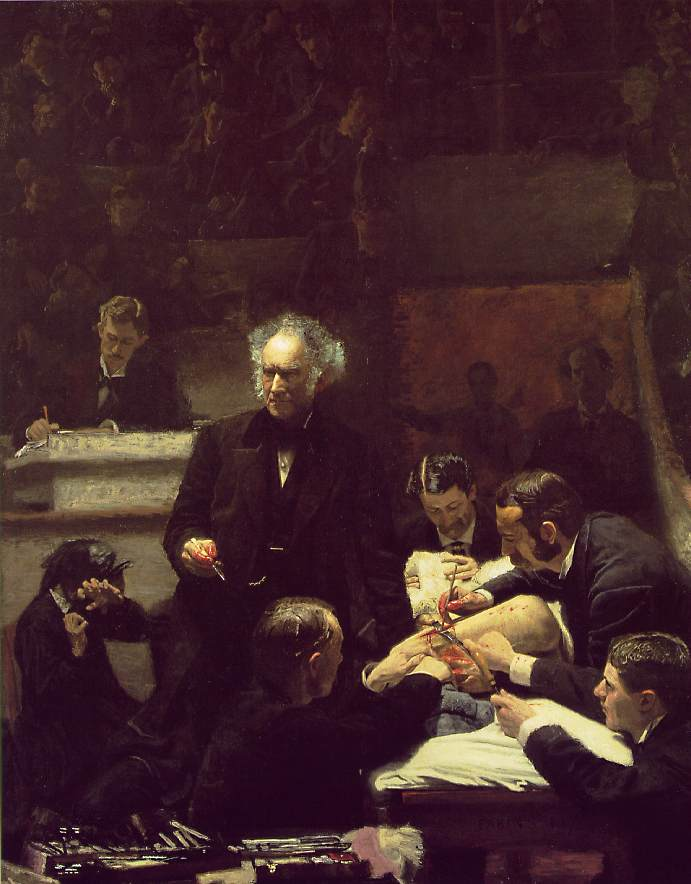
Thomas Eakins, Klinika dra Grossa, 1875
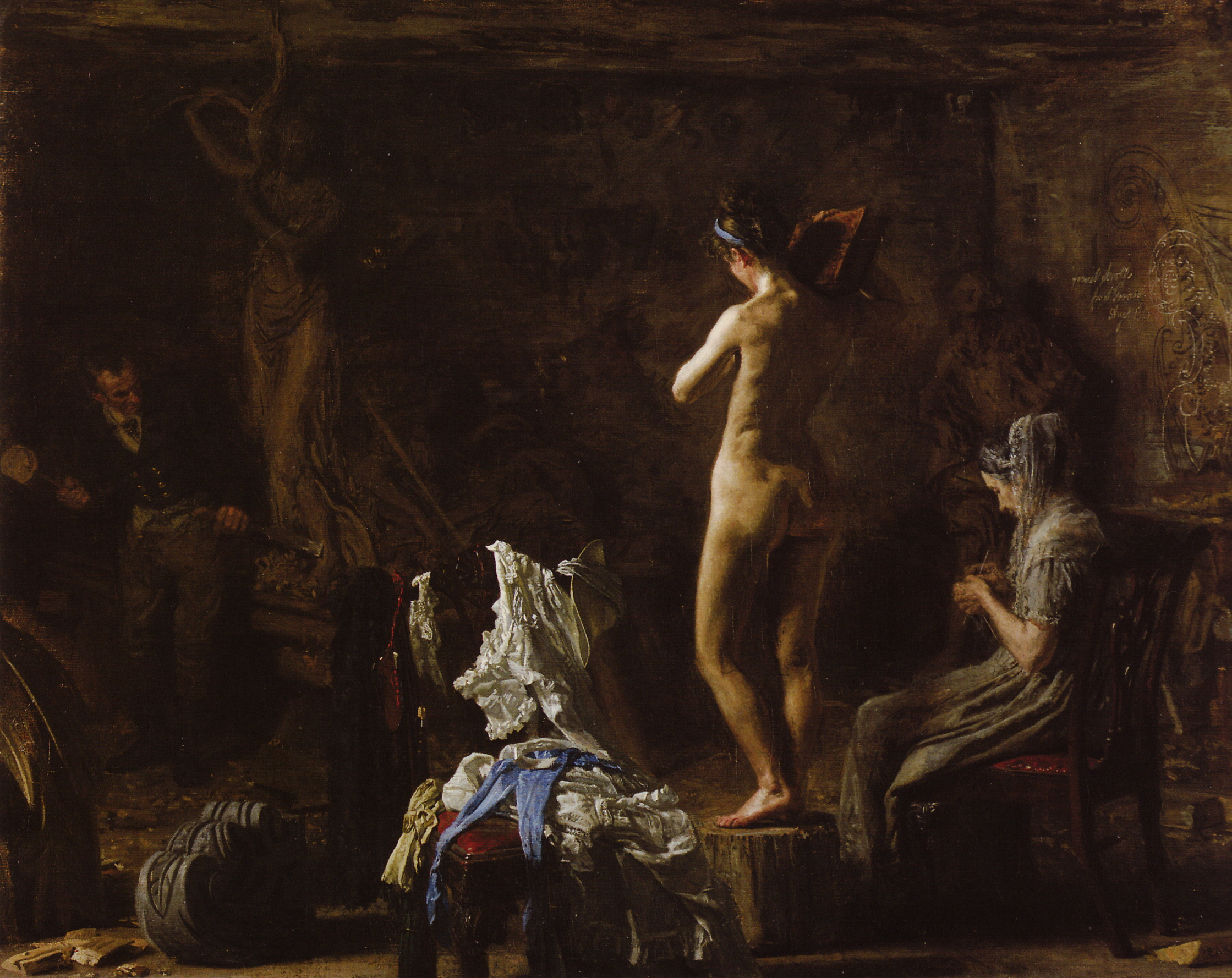
Thomas Eakins, William Rush rzeźbiący postać alegoryczną nad rzeką Schuylkill, 1876–1877
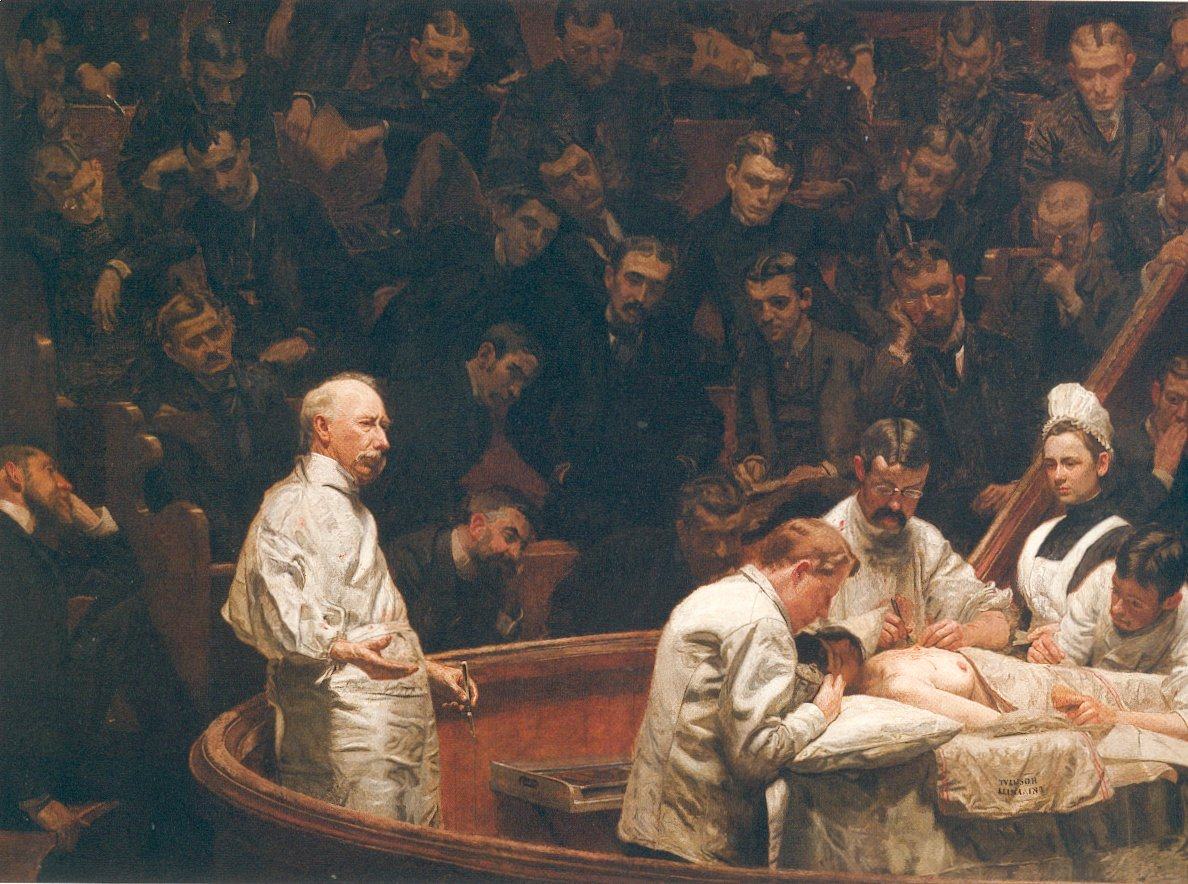
Thomas Eakins, Klinika Agnew, 1889
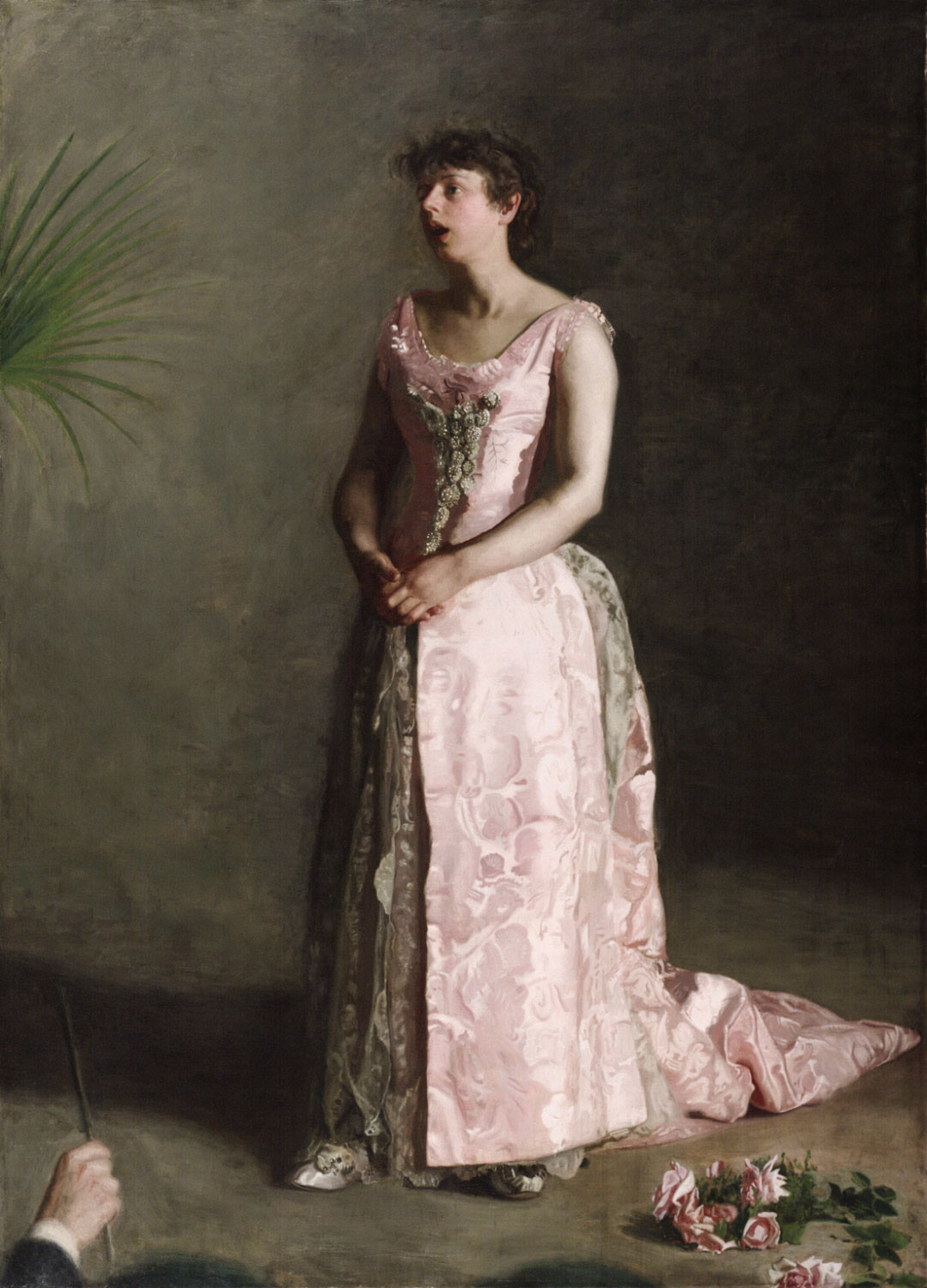
Thomas Eakins, Śpiewaczka koncertowa, 1890–1892

#### Centrum sztuki amerykańskiej
W 2002 zorganizowano Centrum Sztuki Amerykańskiej (Center for American Art). Celem przedsięwzięcia było propagowanie dziedzictwa artystycznego USA i zachęta do jego poznawania. Centrum uruchomiono w partnerstwie z uczelniami wyższymi, muzeami i bibliotekami położonymi w obrębie zespołu miejskiego Filadelfii. Praktyczna działalność Centrum przejawia się poprzez publiczne programy, publikacje i wystawy specjalne. Centrum będzie też odgrywało wiodącą rolę w planowanym na najbliższe lata poszerzeniu kolekcji stałej i urządzenia jej na nowo.

### Broń i rynsztunek
W galeriach Kretzschmara von Kienbuscha wystawiona jest znacząca kolekcja broni i rynsztunku. Poszczególne ich egzemplarze należały do królów lub cesarzy (m.in. cesarze rzymscy, królowie Hiszpanii), książąt (elektorzy sascy), szlachty i ich zbrojnej świty. Różne rodzaje zbroi dla rycerza i jego konia, różnorodność broni (miecze, sztylety, broń drzewcowa, broń palna, tarcze, kusze), jej przepych i wytworność przyciągają uwagę zwiedzających, stanowiąc zarazem jedną z najbardziej poglądowych kolekcji broni europejskiej na przestrzeni stuleci.
Egzemplarze zbroi płytowych i kolczug dla mężczyzn, chłopców, a nawet dla koni, używanych podczas wojen i turniejów i uroczystości, szczególnie z XV–XVII w., pochodzą w większości z Włoch i Niemiec, ale jest też broń francuska angielska, hiszpańska, węgierska, a nawet muzułmańska (z czasów Mameluków i Imperium Osmańskiego).

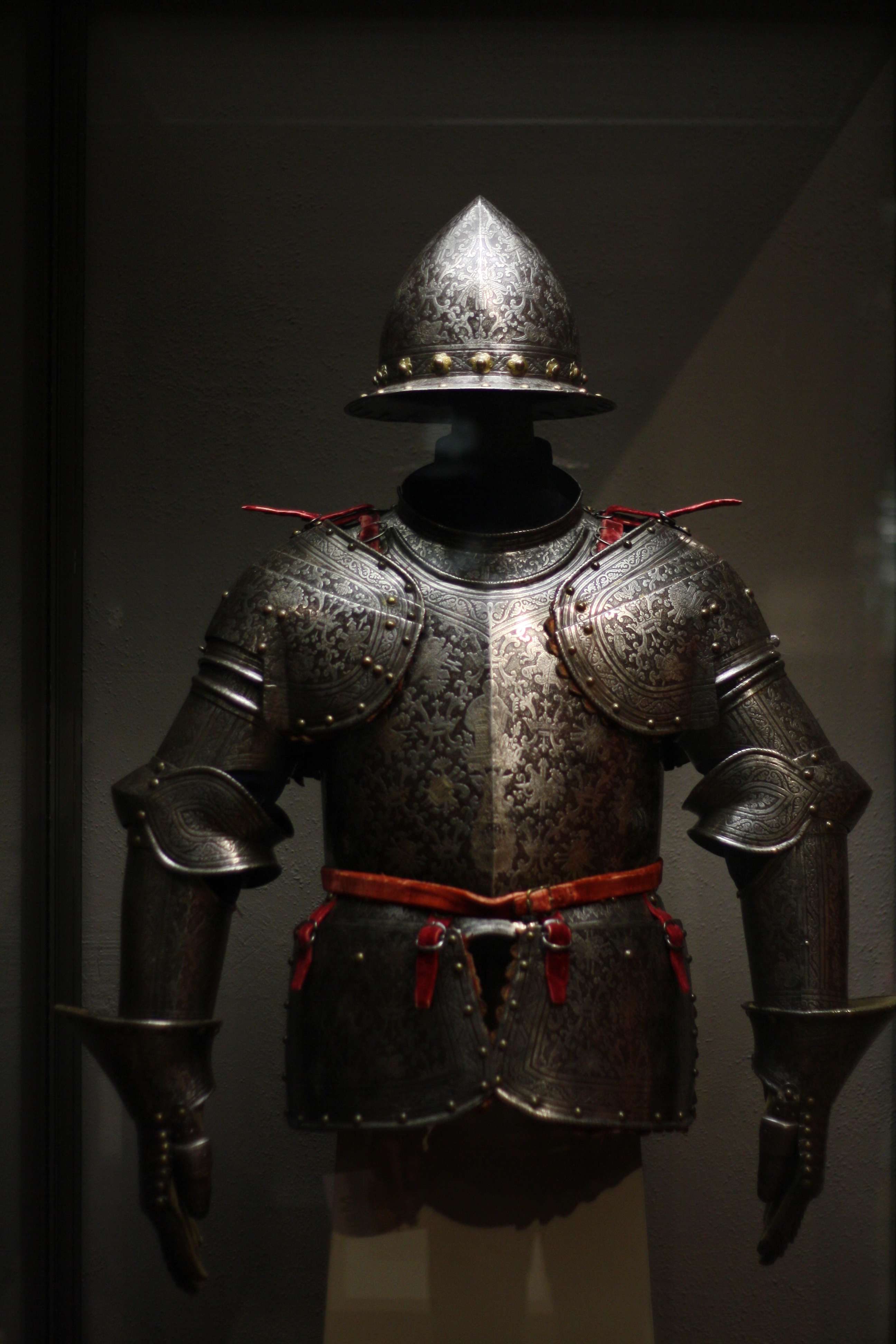
Półzbroja (Mediolan, 1600)
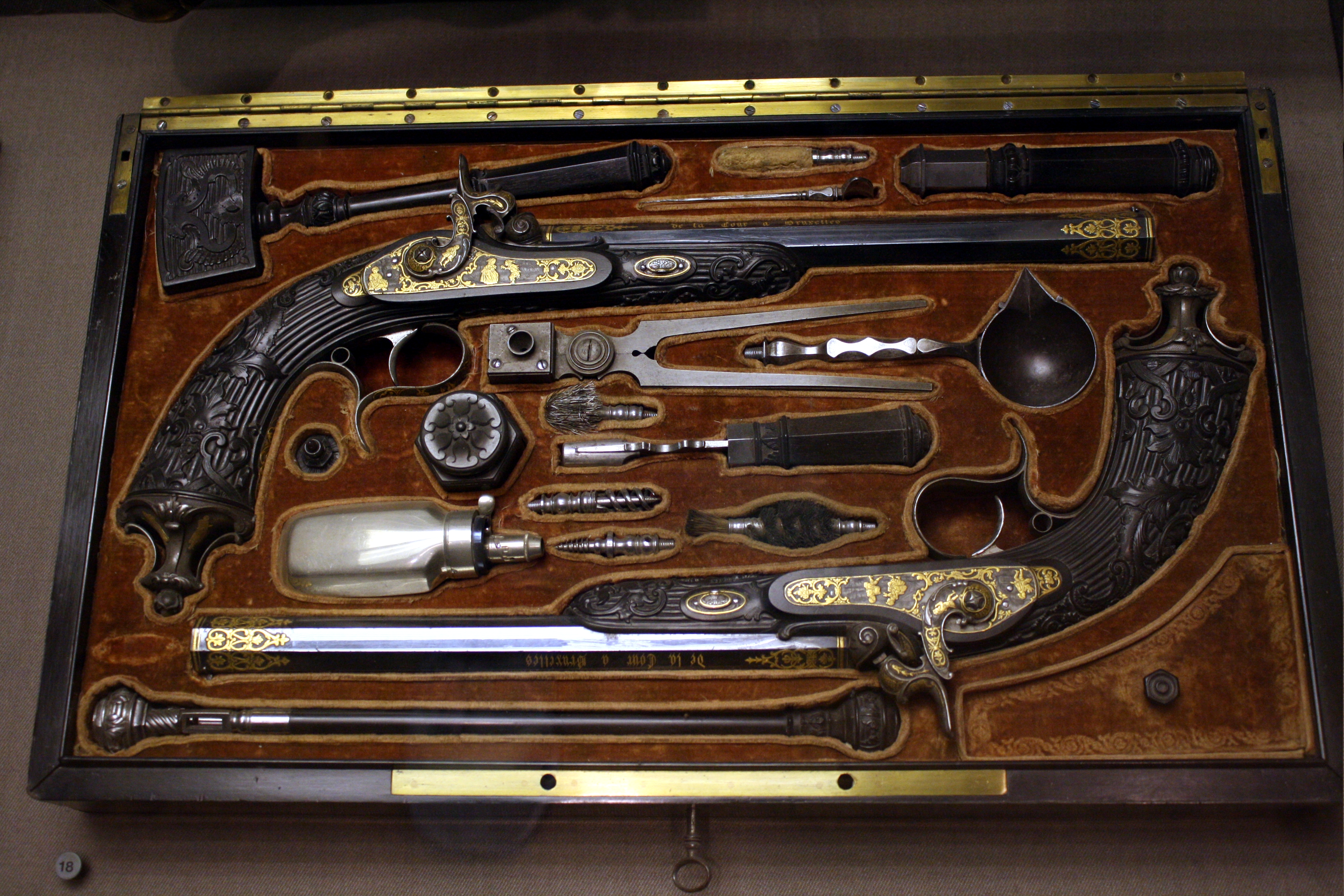
Pistolety do pojedynku

### Sztuka Azji

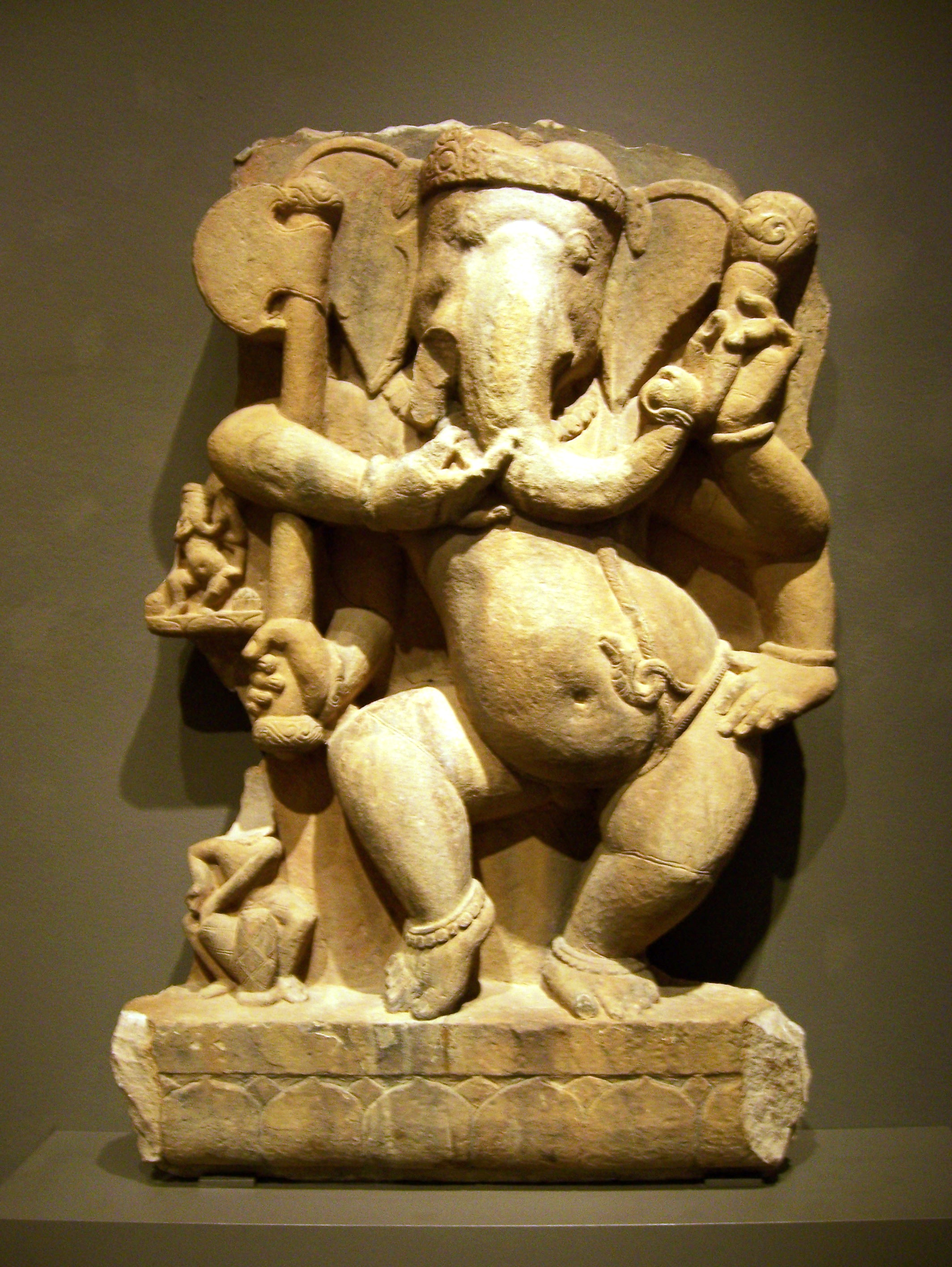
Posąg bóstwa Ganeśi

Wśród zbiorów muzeum poczesne miejsce zajmuje sztuka z różnych części Azji – Wschodniej, Południowej, Południowo-Wschodniej, Zachodniej i Centralnej, odzwierciedlająca całe bogactwo i zróżnicowanie tego regionu. Ramy czasowe zbiorów sięgają od roku 2500 p.n.e. do dziś. Na kolekcje sztuki tej części świata składa się malarstwo i rzeźba z Chin, Japonii, Indii (rzeźba świątynna, malarstwo miniaturowe), Nepalu (przedmioty kultu) i Tybetu (przedmioty kultu), meble, rzemiosło dekoracyjne (w tym duże zbiory ceramiki chińskiej, japońskiej i koreańskiej), zbiory perskich i tureckich dywanów, a także pojedyncze zabytki architektury jak: indyjska świątynia z XVI w., japońska herbaciarnia czy pompatyczny XVII-wieczny hol recepcyjny z pałacu chińskiego księcia Zhao.

#### Herbaciarnia Sunkaraku
Do najpopularniejszych obiektów w muzeum należy Sunkaraku, klasyczna japońska herbaciarnia, odzwierciedlająca japońską ceremonię picia herbaty. Muzeum nabyło herbaciarnię od jej projektanta, japońskiego architekta Ōgi Rodō, który zbudował ją, używając elementów XVIII-wiecznej herbaciarni. Budowa została zrealizowana z użyciem naturalnych materiałów: dach wykonano z poszycia cedrowego, a sam budynek – z bambusa i czerwonej sosny; z łodyg bambusa zbudowano sufit oraz rynny ściekowe. Ściany budynku wewnątrz otynkowano.
Sunkaraku jest jedynym dziełem Ōgi Rodō poza Japonią; w samej Japonii zachowały się trzy egzemplarze tej budowli.

### Ubiory i tekstylia
Kolekcja ubiorów i tekstyliów, licząca ok. 30 000 eksponatów, należy do najstarszych i największych w USA. Składają się na nią wyroby amerykańskie, tak fabryczne, jak i rękodzielnicze: narzuty na łóżka i haftowane makaty oraz tekstylia archeologiczne z Bliskiego Wschodu i Azji. Kolejną grupę eksponatów stanowią ubiory XVIII- i XIX-wieczne: suknie, bielizna i akcesoria, jak: kapelusze, rękawiczki, torebki i buty. Jednym z najbardziej rozpoznawalnych strojów jest suknia ślubna aktorki i księżnej Monako, urodzonej w Filadelfii Grace Kelly.

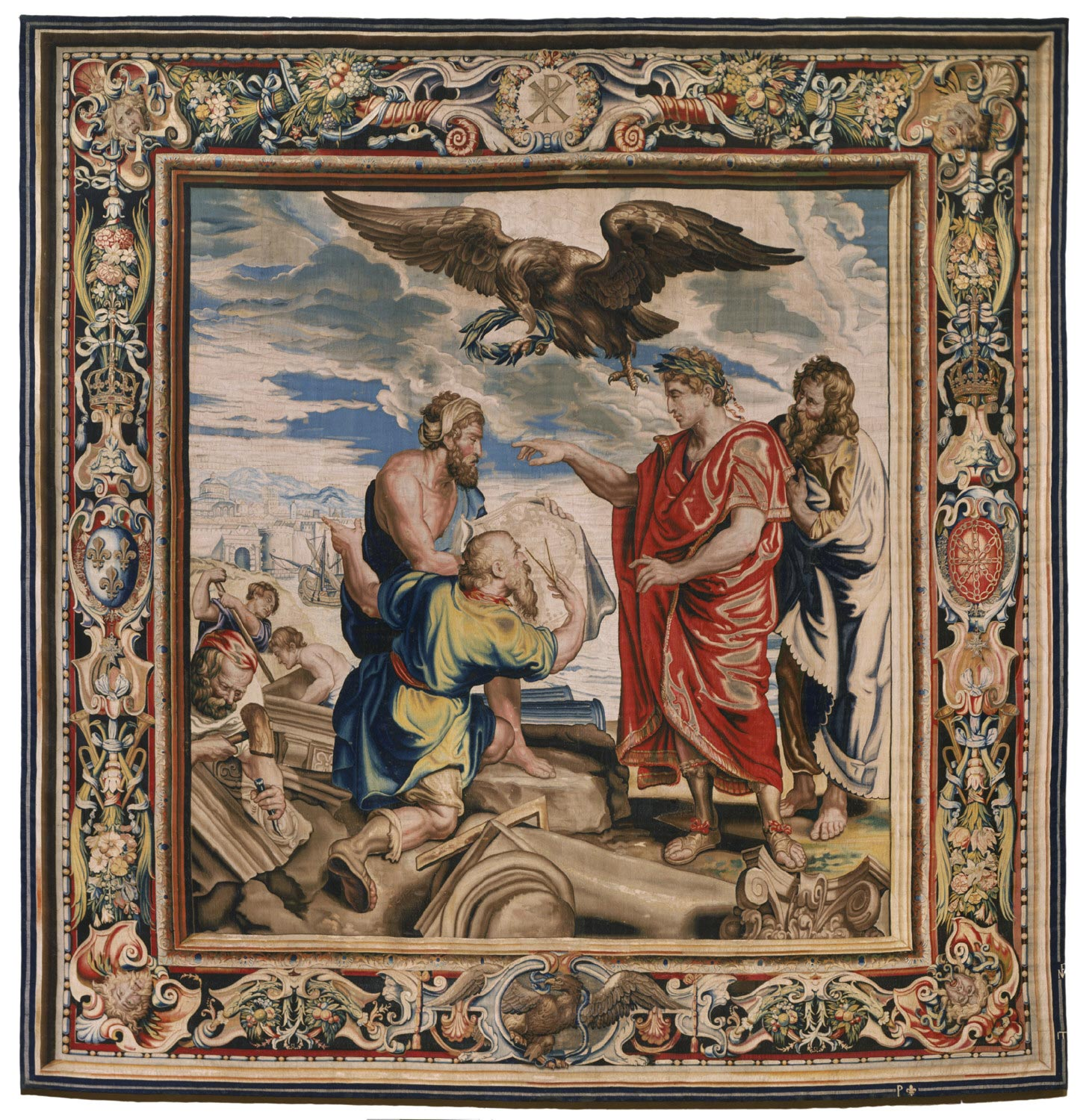
Konstantyn zakładający Konstantynopol. Kompozycja figuralna według Rubensa (1623–1625)
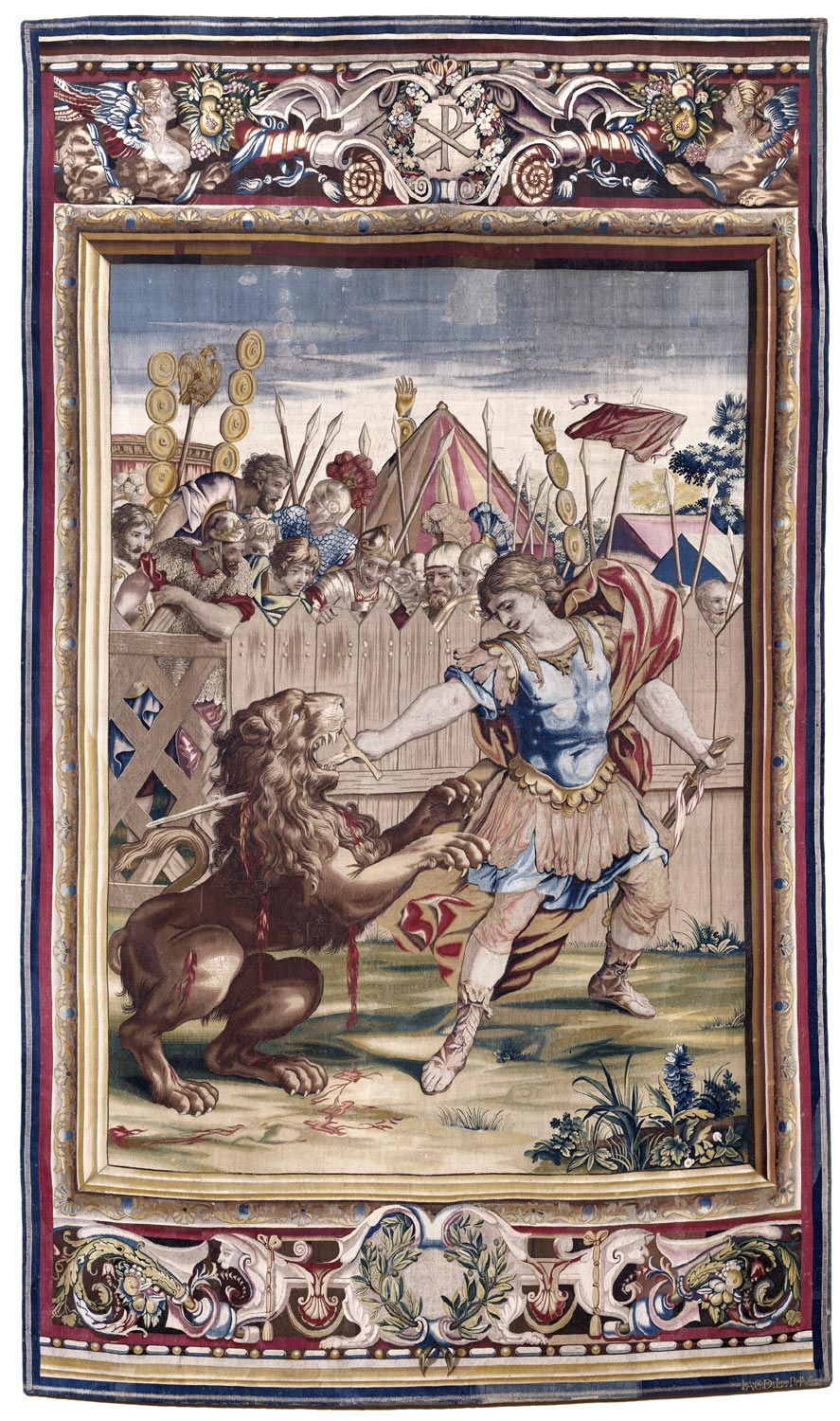
Konstantyn zabijający lwa (1637)
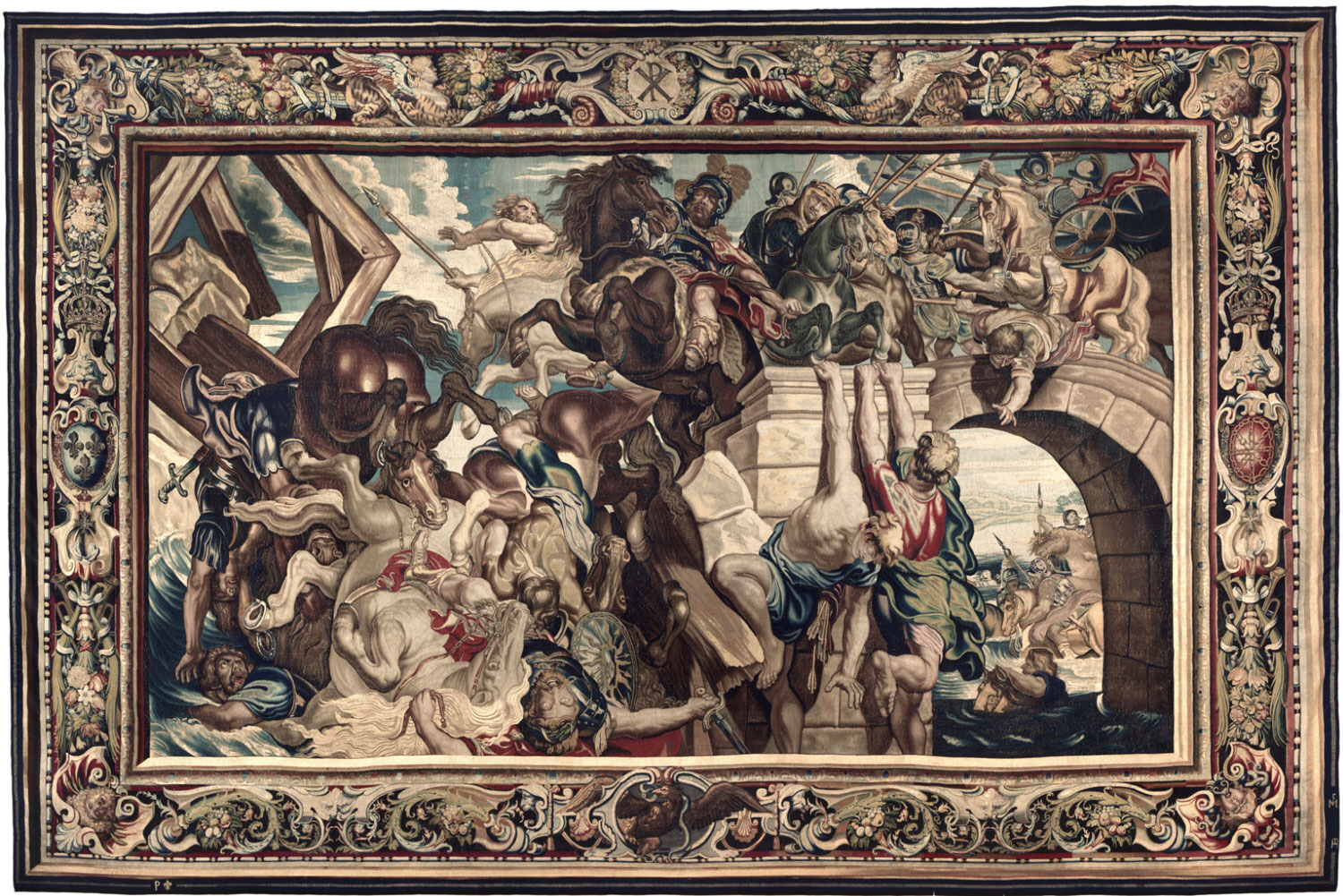
Triumf Konstantyna nad Maksencjuszem w bitwa przy moście Mulwijskim  (1623–1625)
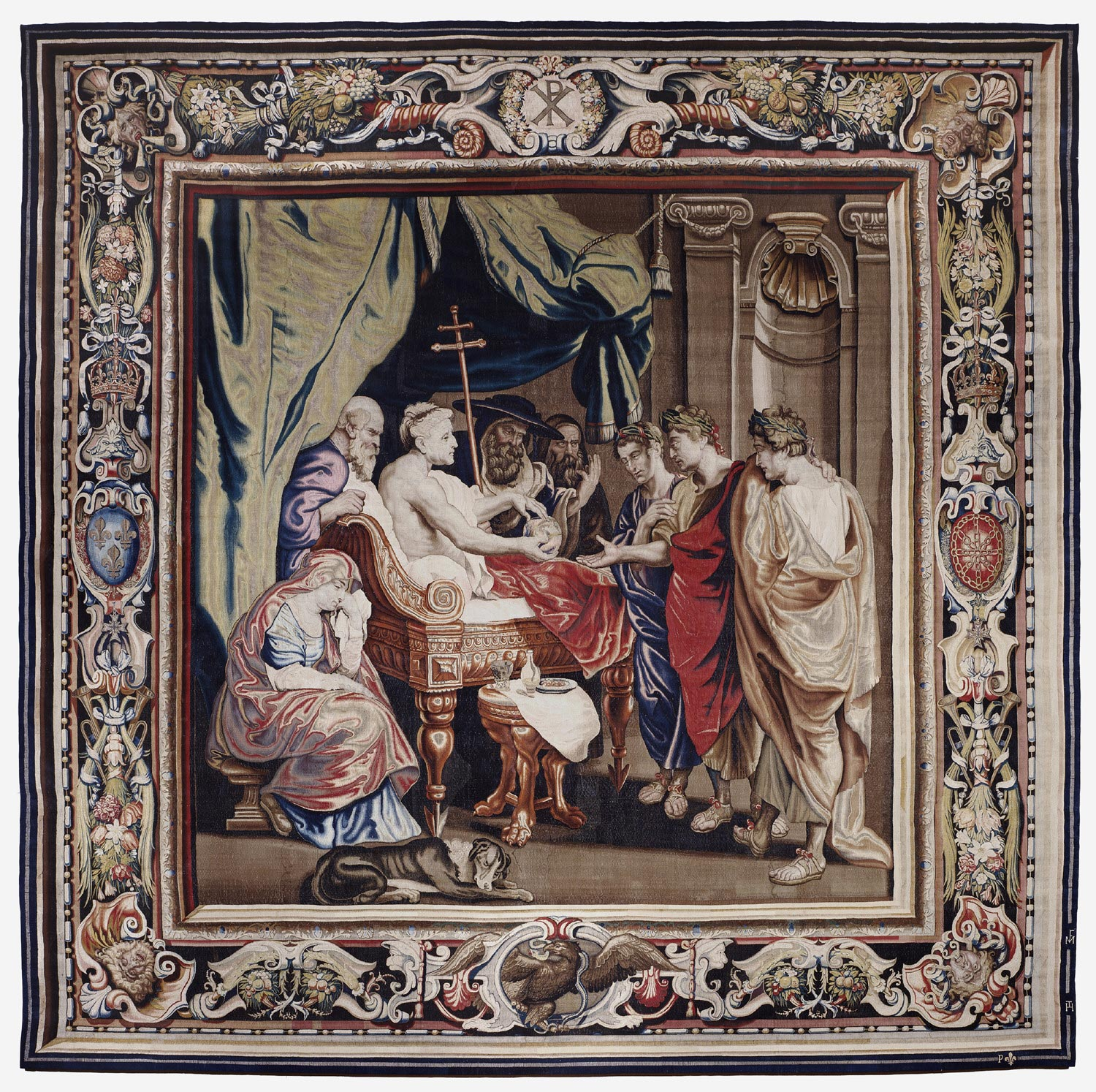
Śmierć Konstantyna (1623–1625)

### Ceramika holenderska
Obszerne zbiory holenderskiej ceramiki obejmują: flizy, wyroby garncarskie z Delftu oraz porcelanę z XVI–XX w. Wzornictwo eksponatów odzwierciedla czasy i okoliczności, w których one powstawały.
Flizy ścienne były eksportowane na cały świat. Ich motywy dekoracyjne to sceny z życia codziennego, jak również sceny biblijne oraz wyobrażenia roślin i zwierząt. Bogatą dekoracją odznaczają się również wyroby garncarskie i porcelanowe.